# NS-Ordensburg Vogelsang

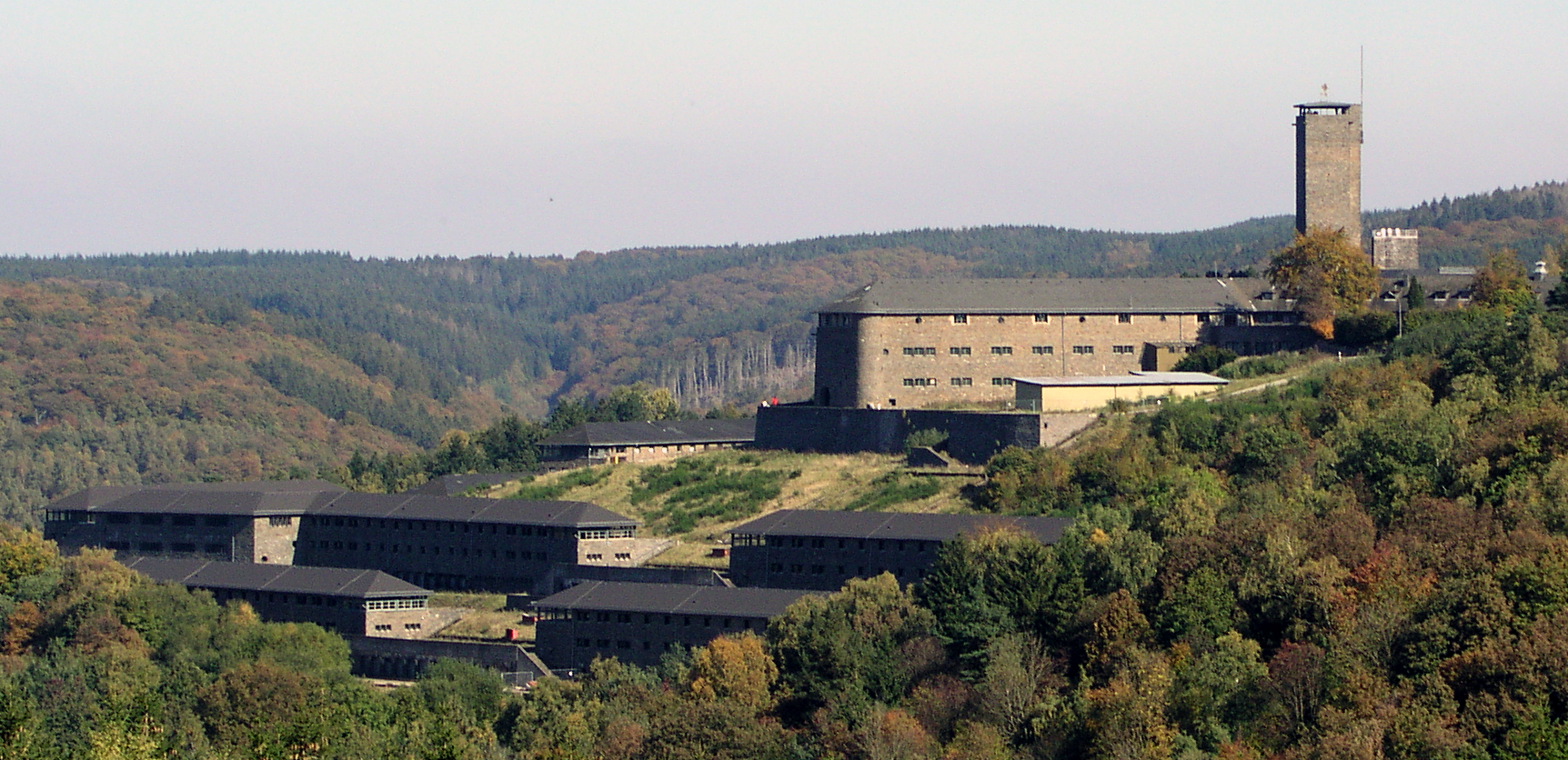
Übersicht über die Ordensburg.
Blick von Westen von Wollseifen auf die Hundertschaftshäuser (Nr. 17 auf Geländeplan) mit dahinter liegendem Hauptgebäude (Nr. 6) und dem Turm (Nr. 11). Eines der Kameradschaftshäuser (das am höchsten gelegene, links neben Nr. 16) ragt links unterhalb des Hauptgebäudes hervor.

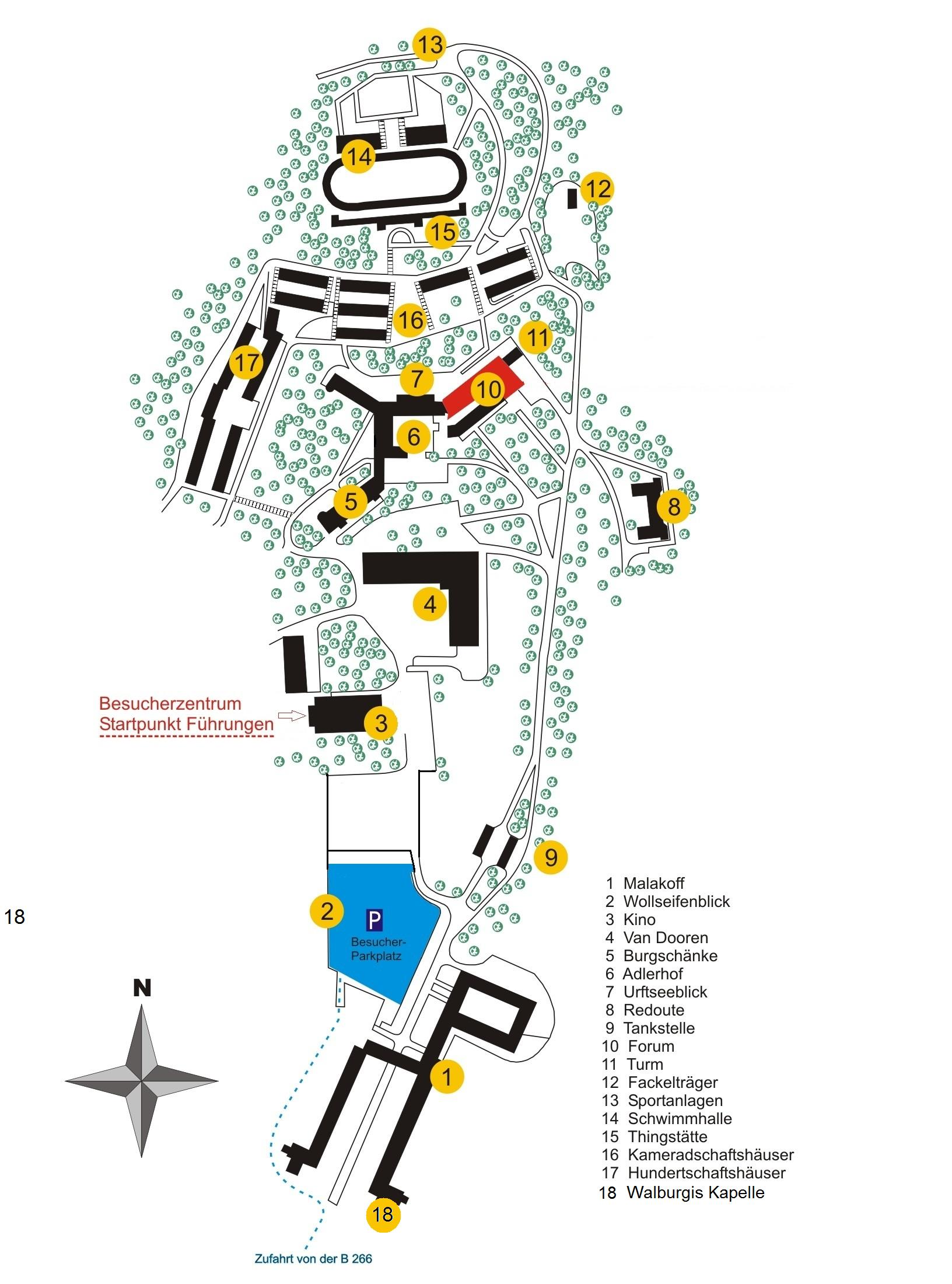
Nicht mehr aktueller Geländeplan der Anlage, Darstellungsstand 2009

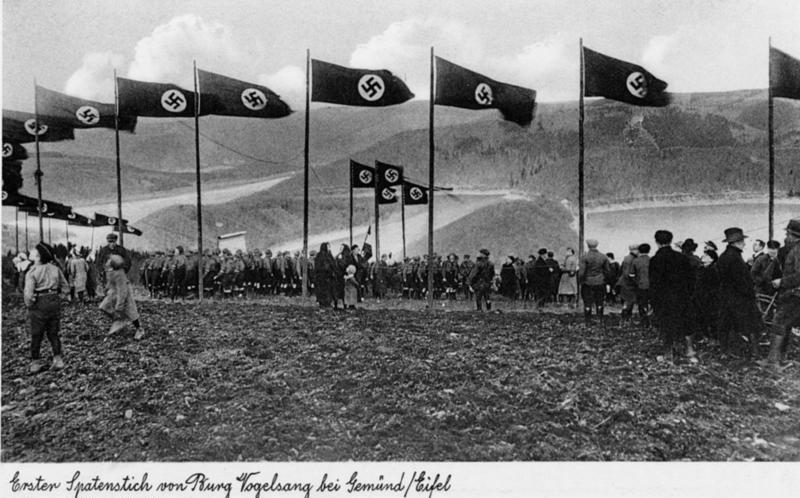
Erster Spatenstich zum Bau der Ordensburg Vogelsang

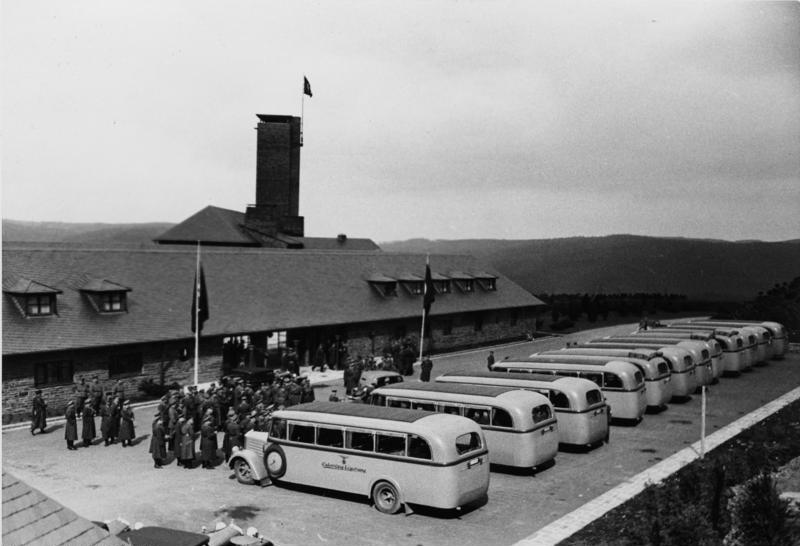
Ankunft zur Kreisleitertagung auf der Ordensburg Vogelsang vom 22. bis 29. April 1937, Aufnahme aus dem Bundesarchiv

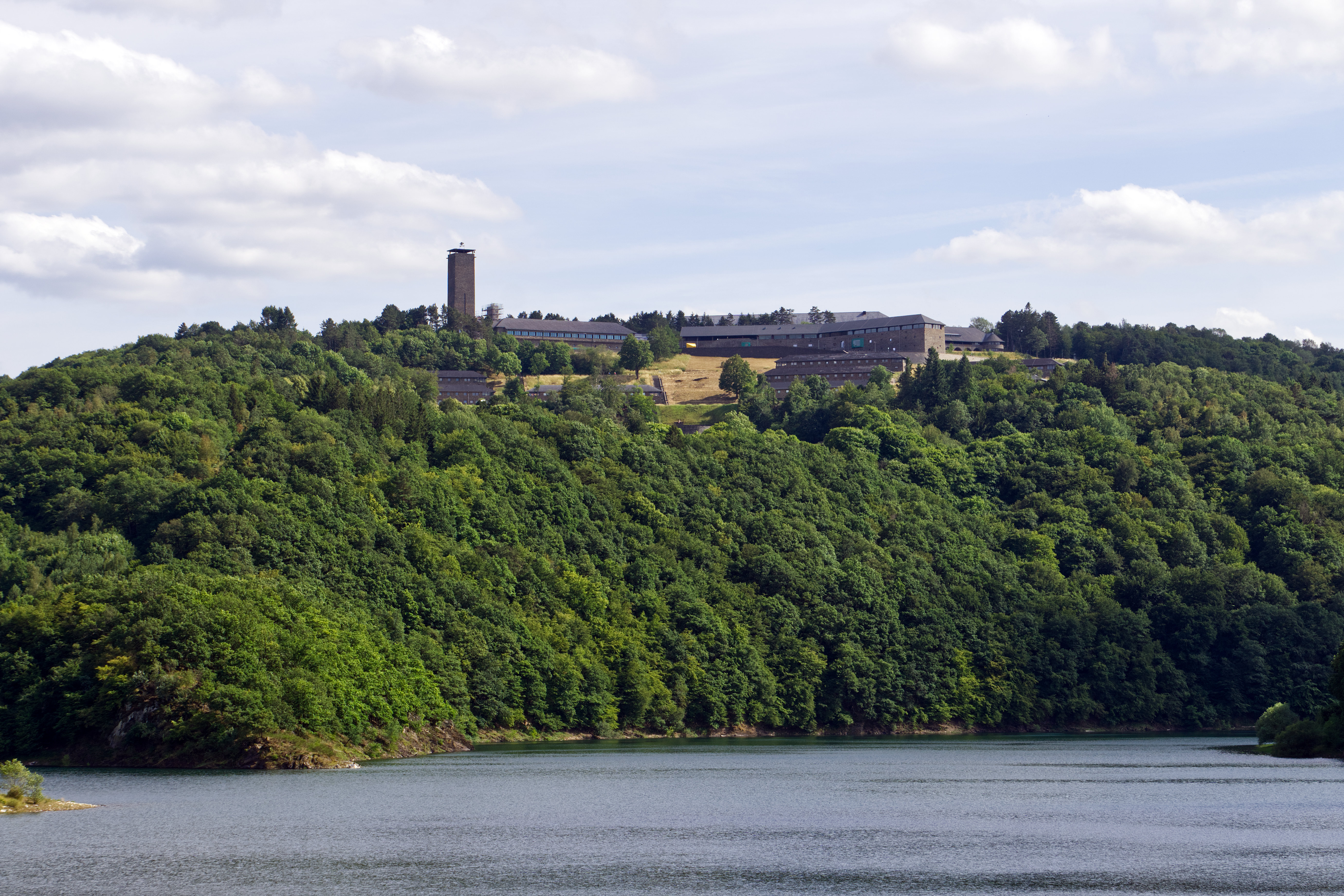
Lage der Ordensburg auf dem Erpenscheid oberhalb des Urftstausees

Die sogenannte NS-Ordensburg Vogelsang ist ein von den Nationalsozialisten in der Eifel oberhalb der Urfttalsperre auf dem Berg Erpenscheid errichteter Gebäudekomplex bei Schleiden-Gemünd in Nordrhein-Westfalen. Die Anlage diente, im Gegensatz zur SS-Junkerschule und zur Reichsführerschule, der NSDAP zwischen 1936 und 1939 als Schulungsstätte für den Nachwuchs des NSDAP-Führungskaders. Der unter Denkmalschutz stehende Teil der Bauwerke umfasst eine Bruttogeschossfläche von mehr als 50.000 Quadratmetern und gilt nach den Parteitagsbauten in Nürnberg mit fast 100 ha bebauter Fläche als das größte erhaltene Beispiel der Architektur im Nationalsozialismus in Deutschland.
Nach dem Zweiten Weltkrieg wurde der Komplex von britischen Streitkräften übernommen, die im umliegenden Gelände auf 6354 ha den Truppenübungsplatz einrichteten. 1950 wurde die Infrastruktur von belgischen Militärstreitkräften übernommen, die unter dem Namen „Camp Vogelsang“ dort eine Kaserne einrichteten und diese und den Truppenübungsplatz bis 2005 nutzten bzw. verwalteten. Seit 1989 stehen die Gebäude unter Denkmalschutz. 2016 wurde Vogelsang im Rahmen einer Dauerausstellung und als architektonische Erinnerungsstätte zu einem NS-Dokumentationszentrum.

## Zeit des Nationalsozialismus

### Planung und Bau
1933 forderte Adolf Hitler in einer Rede an der Reichsführerschule der NSDAP und der Deutschen Arbeitsfront in Bernau bei Berlin den Bau von neuen Schulen für den Führernachwuchs der NSDAP. Mit dem Bau wurde der Reichsleiter Robert Ley betraut, dieser gab den Bau dreier „Schulungslager“ (NSDAP-Ordensburgen) in Auftrag:
- in Crössinsee (Pommern),
- in Sonthofen (Allgäu) und
- Vogelsang in der Eifel.

Finanziert wurde der Bau, der größtenteils auf der Gemarkung der Gemeinde Schleiden vollzogen wurde, aus Geldern der enteigneten Gewerkschaften und Arbeitgeberverbände. Der Name Vogelsang ergab sich aus der historischen Flurbezeichnung des Geländes.
Den Planungsauftrag für Crössinsee und Vogelsang bekam der Kölner Architekt Clemens Klotz. Am 16. März 1934 erfolgte der erste Spatenstich zum „Reichsschulungslager Vogelsang“. Die Bezeichnung NS-Ordensburg für die drei Bauwerke wurde erst ab 1935 üblich. Der Bau der Burg Vogelsang wurde im März 1934 begonnen und im ersten Bauabschnitt von bis zu 1500 Arbeitern innerhalb von nur zwei Jahren errichtet.
„Burgkommandant“ war zwischen dem 22. September 1934 und dem 1. Juli 1935 Franz Binz, der sich zuvor als Kreisleiter der NSDAP von Schleiden für den Bau eingesetzt hatte.
Zusätzlich zu den auf Vogelsang errichteten Bauwerken waren noch weitaus größere Bauten geplant. Unter anderem sollte ein gigantisches „Haus des Wissens“ als Bibliothek entstehen, das die vorhandenen Gebäude schon alleine mit seiner Grundfläche von 100 m × 300 m buchstäblich in den Schatten gestellt hätte. Darüber hinaus war ein „Kraft durch Freude-Hotel“ mit 2000 Betten geplant. Auf Vogelsang sollten zudem die größten Sportstätten Europas entstehen. Die teilweise bereits begonnenen Bauarbeiten wurden bei Kriegsbeginn eingestellt.
Folgende Bauwerke wurden geplant und teilweise auch ausgeführt:
- der Eingangsbereich mit Tor und zwei Türmen (größtenteils fertiggestellt),
- das Haus des Wissens (nur Sockelmauern fertiggestellt),
- das Gemeinschaftshaus mit Adlerhof, Turm, Ost- und Westflügel (fertiggestellt, teilweise kriegszerstört),
- die Burgschänke (fertiggestellt),
- zehn Kameradschaftshäuser für jeweils 50 Zöglinge (fertiggestellt, teilweise kriegszerstört),
- vier Hundertschaftshäuser für jeweils 100 Zöglinge (fertiggestellt),
- der Thingplatz als Veranstaltungsbühne und Sonnenwendplatz (fertiggestellt),
- Sportanlagen mit Tribüne, Turn- und Schwimmhalle (fertiggestellt),
- das Feuermal Fackelträger (fertiggestellt),
- das Haus der weiblichen Angestellten (fertiggestellt).

### Struktur der Anlage
Insgesamt war der Komplex für 1.000 Menschen ausgelegt (500 Bedienstete und 500 Gäste). Das Areal ist rund 100 ha groß, und die Gesamtnutzfläche liegt bei rund 70.000 Quadratmetern. Eingangswache, Schulungs- und Wirtschaftsgebäude, Flugfeld sowie Unterkünfte befinden sich als Kasernengelände auf einem Höhenrücken über dem Urftstausee. Am Rand des Hangs befinden sich das Gemeinschaftshaus mit Adlerhof und Galerien mit großem Parkplatz sowie der die Ordensburg überragende Turm. Von hier aus können Talsperre und Höhenzüge des heutigen Nationalparks Eifel gut überschaut werden. Die Kameradschafts- und Hundertschaftshäuser schließen sich nach unten terrassenförmig an. In zentraler Lage davor liegt der Thingplatz über einer Turn- und Schwimmhalle sowie weiteren Sportanlagen in Ufernähe. Der Gesamthöhenunterschied der Terrassenanlage liegt bei rund 70 m.

### Dorf Vogelsang

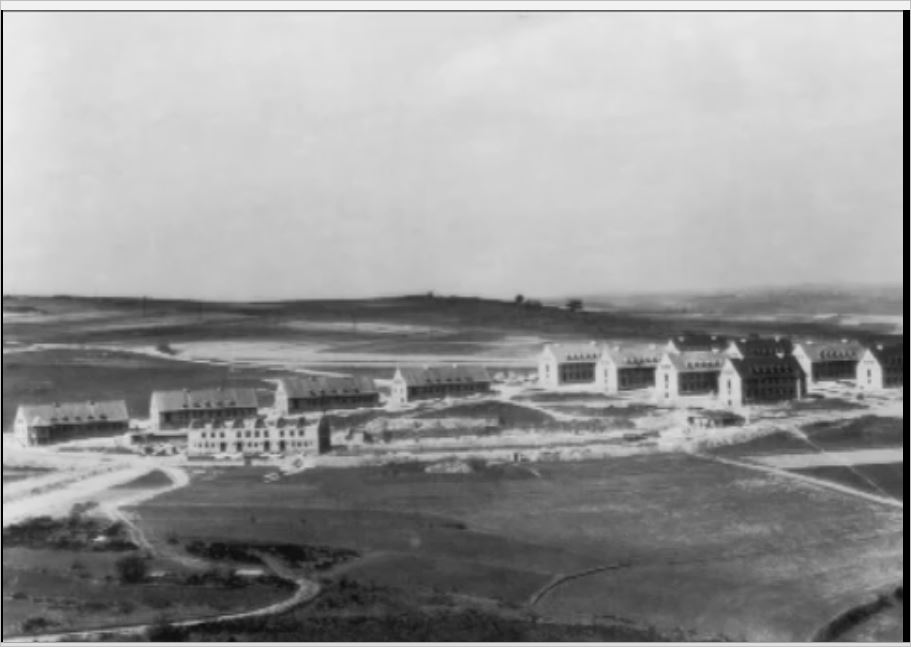
1940, Dorf Vogelsang

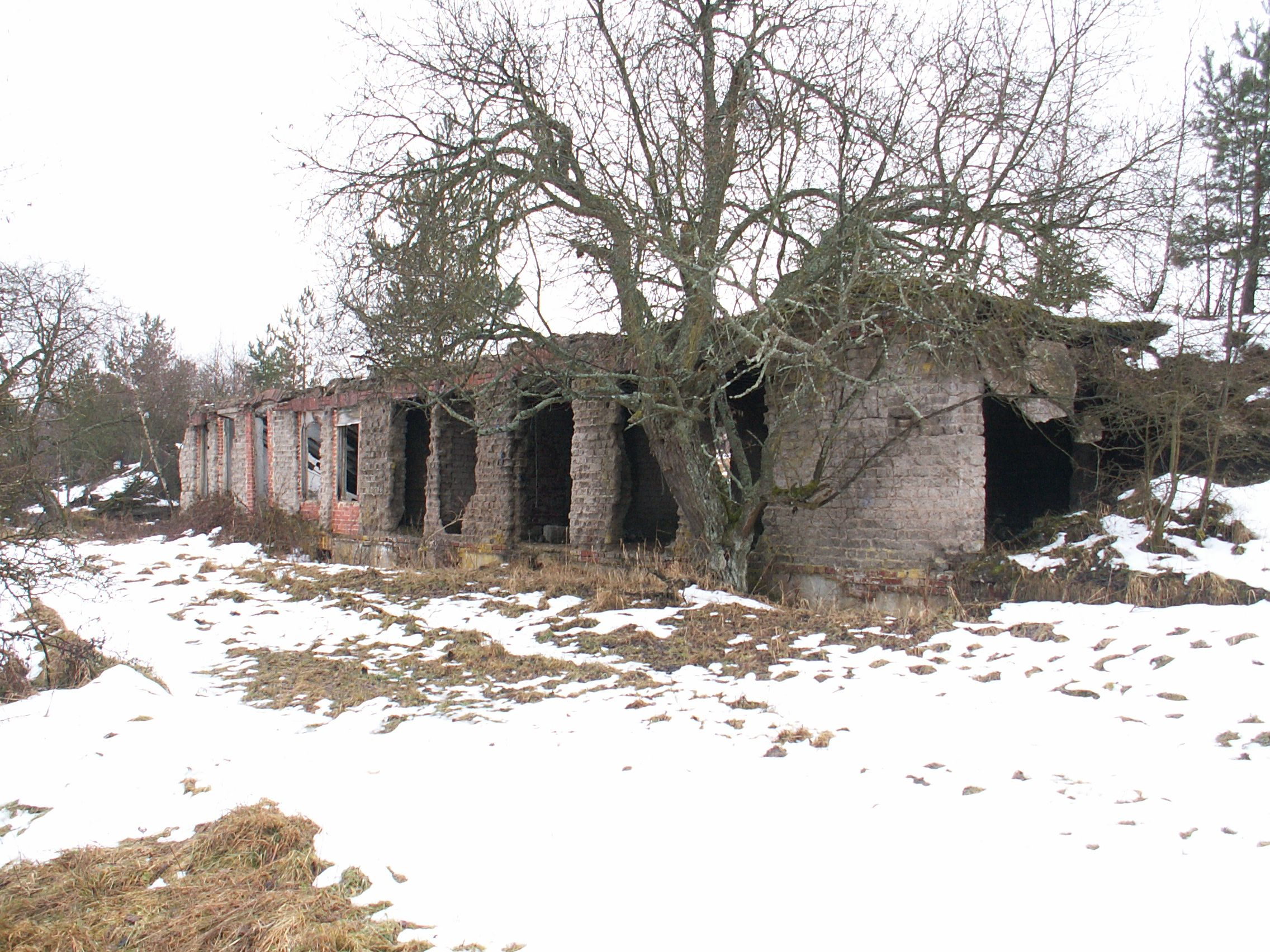
Reste der Personalwohnungen von Dorf Vogelsang, inzwischen abgerissen

Unweit der Hauptgebäude, auf der anderen Talseite, auf halbem Weg nach Wollseifen, war eine Mustersiedlung für die Bediensteten und die Verwaltung geplant. Es sollten 60 Mehrfamilienhäuser entstehen, einschließlich Schule und Kindergarten, ebenso ein Friedhof. Im Endzustand sollten über 4500 Menschen hier leben. Mit dem Beginn des Krieges wurden die Arbeiten eingestellt, 12 Häuser waren bereits gebaut. Nachdem Vogelsang zum Truppenübungsplatz geworden war, wurden die Häuser ebenso wie Wollseifen als Ziele benutzt und damit zerstört, heute steht nichts mehr, die letzten Reste wurden aus Unfallschutzgründen abgetragen und planiert.

### Ideologisch-künstlerische Gestaltung

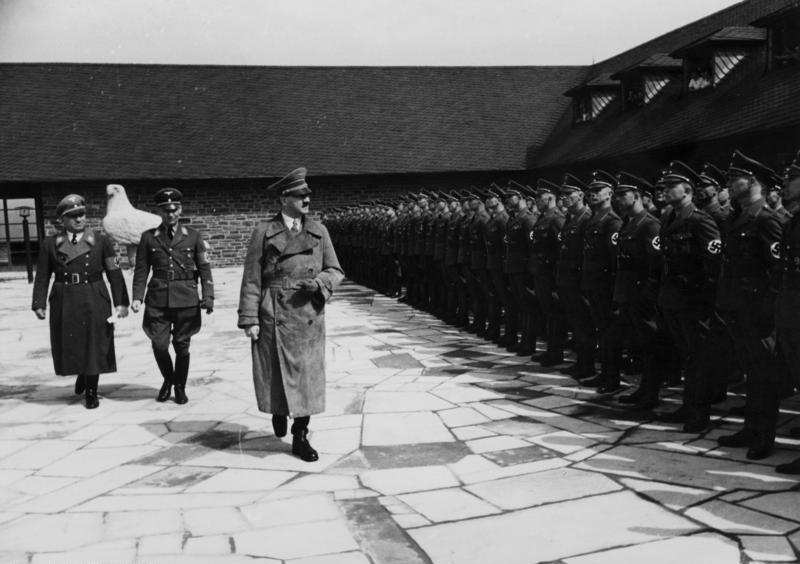
Besuch Hitlers auf der Ordensburg, Aufnahme aus dem Bundesarchiv

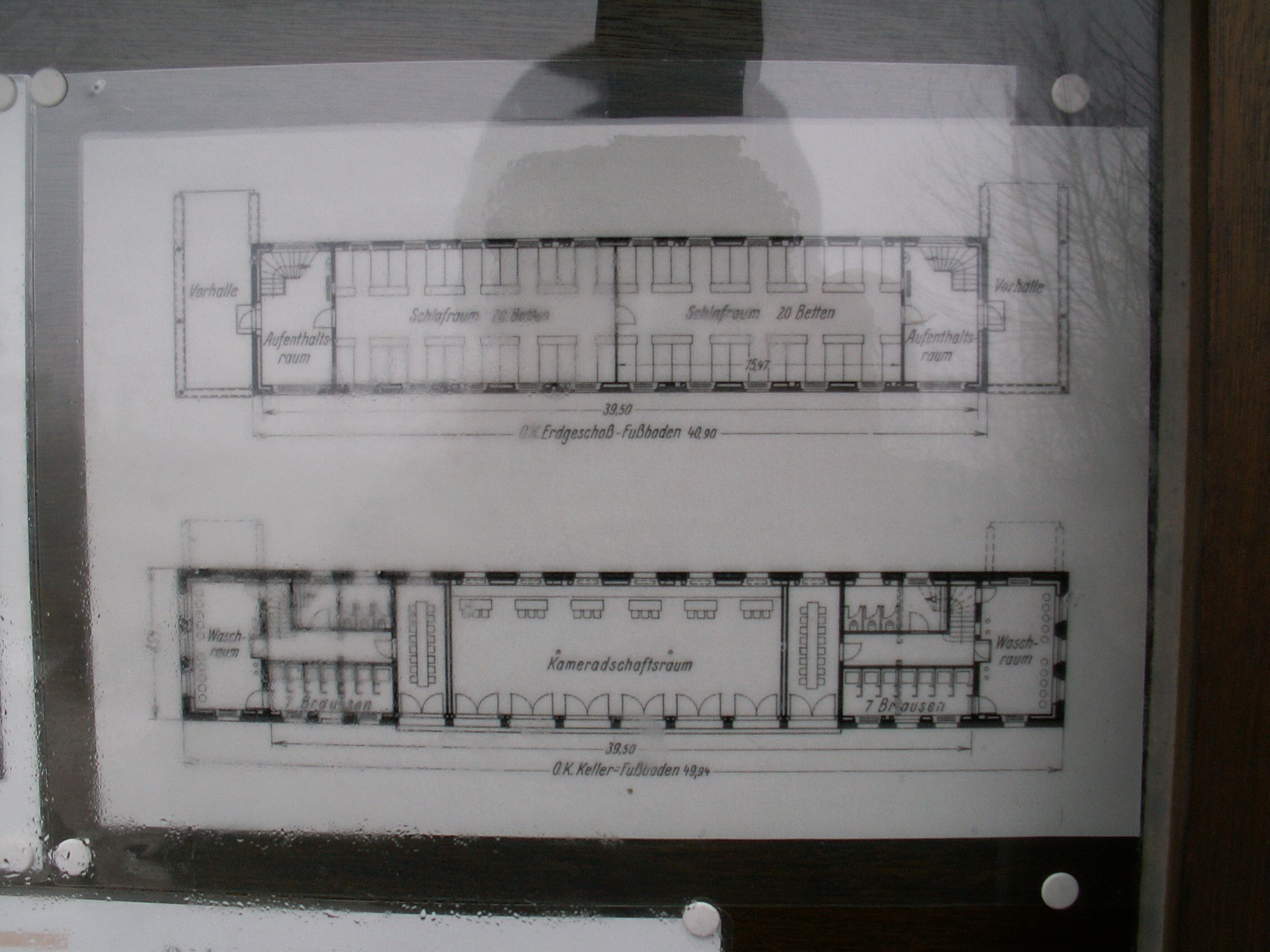
Grundriss eines Kameradschaftshauses

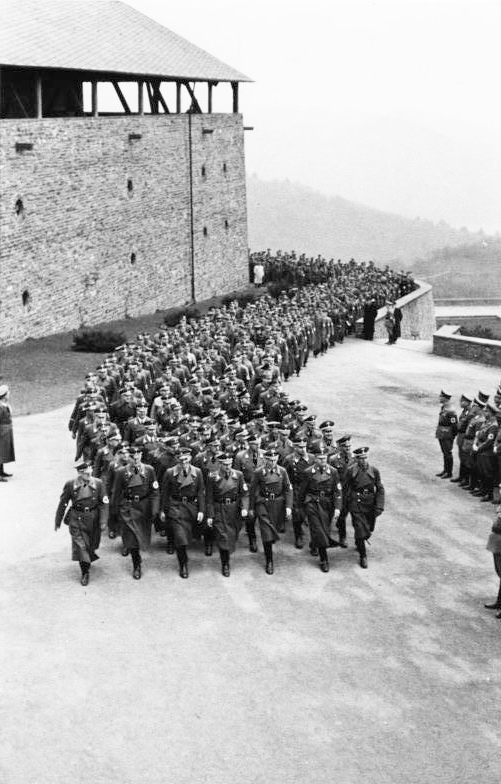
Marschierende Männer auf der Ordensburg Vogelsang, 1937

Die meisten Plastiken in Vogelsang – Fackelträger, Der deutsche Mensch und das Sportlerrelief – stammen von Willy Meller. Während die Holzplastik Der deutsche Mensch 1945 verschwunden ist, sind die beiden anderen Plastiken – teilweise beschädigt – heute erhalten (siehe Galerie).
Der Fackelträger am Sonnenwendplatz ist eine 5 m hohe, martialisch-muskulöse Gestalt des nach der NS-Ideologie zu züchtenden arischen „Herrenmenschen“. Die Inschrift auf der Reliefplatte lautet: „Ihr seid die Fackelträger der Nation. Ihr tragt das Licht des Geistes voran im Kampfe für Adolf Hitler“.
Das Sportlerrelief (1938) aus roter Lava an der Stirnwand der Ehrentribüne ist stark verwittert und weist Schäden durch Einschusslöcher auf.
Nach einem Besuch Adolf Hitlers im Jahre 1937 wurde das Eingangstor mit dorischen Säulen ohne irgendeine statische Funktion ergänzt. Berichten zufolge ging die Initiative dazu von Hitler selbst aus. Darüber hinaus waren Teppichzyklen von Willy Meller, eine von Ferdinand Liebermann geschaffene Bronzebüste, Adolf Hitler darstellend, oder ein Intarsienbild von dem Kölner Bildhauer Josef Pabst ausgestellt. Ein Marmorputzmosaik von Ernst Zoberbier in der Schwimmhalle und ein Gobelin von Peter Hecker, Siegfrieds Tod und Der Kampf in Etzels Saal darstellend, vervollständigten die nationalsozialistische Propagandakunst, deren „Lehrmeister“ im Umfeld Werner Peiners und der Hermann Göring Meisterschule für Malerei zu suchen sind.

### Schulungsburg der NSDAP, 1936 bis 1939
Am 24. April 1936 wurden die drei Ordensburgen in einem Festakt an Adolf Hitler übergeben. Wenig später rückten die ersten 500 NS-Junker auf Vogelsang ein. Die Lehrgangsteilnehmer kamen aus ganz Deutschland. Sie waren auf Vorschlag der Gauleitungen von Robert Ley handverlesen ausgewählt worden. Die meisten waren Mitte 20. Voraussetzung waren erste Bewährung in der Parteiarbeit, völlige körperliche Gesundheit, Arbeits- und Militärdienst sowie ein Abstammungsnachweis, welcher bis ins 18. Jahrhundert zurückreichte. Weiterhin mussten die Bewerber auf Anordnung von Robert Ley verheiratet sein, dagegen interessierten ihre schulischen Leistungen überhaupt nicht. Den Bewerbern war bei ihrem Eintritt versprochen worden, dass sie nach Abschluss der Ausbildung jedes Regierungs- und Verwaltungsamt in Deutschland bekleiden könnten.
Der Stundenplan sah vor: 6:00 Uhr Frühsport, 7:00 Uhr Fahnenappell, 8:00 bis 10:00 Uhr Arbeitsgemeinschaften, 10:00 bis 12:00 Uhr Vortrag im großen Hörsaal durch Gast- oder Hauptlehrer, nachmittags Sport, 17:00 bis 18:30 Uhr Arbeitsgemeinschaften, 22 Uhr Zapfenstreich. In den Hauptvorlesungen zu den Themen Rassenkunde und „Geo-Politik“ wurden die Junker mit aggressiven außenpolitischen und rassistischen Thesen indoktriniert. Daneben gab es intensive sportliche Schulung, der Schwerpunkt dieser Ausbildung lag bei der Ordensburg Vogelsang auf dem Reitsport.
Die Lehrgänge auf den NS-Ordensburgen sahen auch eine Pilotenausbildung vor. Zu diesem Zweck wurden Flugplätze an allen drei Burgen gebaut. Der Vogelsanger Flugplatz entstand in der Nähe des Walberhofes, nahe der Ortschaft Schleiden-Morsbach. Auf Wunsch der Parteileitung in Berlin wurde die Ordensburg Vogelsang von insgesamt 16 Bunkern des Westwalls gesichert, deren Reste noch heute erkennbar sind und am 1. Dezember 2006 unter Denkmalschutz gestellt wurden.
Nach der Eröffnung des Schulbetriebs nutzte die politische Prominenz des Dritten Reichs Vogelsang auch als Repräsentationsort. Adolf Hitler sowie weitere führende Mitglieder des NS-Staates besuchten mehrfach die Ordensburg. Andere kamen zeitweise als Gastdozenten, so Theodor Oberländer, der spätere CDU-Bundesminister, im November 1936. Im Bericht des Gauschulungsleiters im Gau Köln-Aachen Julius Kölker vom 1. Juli 1939 (Bundesarchiv Berlin [BA B], NS 8, Nr. 23) wird eine Bereitschaft zu unbedingtem Kriegseinsatz und einer radikalen Rassenpolitik dem „Dünkel“ der „Ordensjunker“ gegenübergestellt, der sie für politische Ämter nicht mehr brauchbar mache.

#### Kommandanten
- Franz Binz (1934–1935)
- Richard Ohling (1935–1936)
- Richard Manderbach (1936–1939)
- Hans Dietel (1939–1941)
- Fritz Franz Montag (1941–1943)
- Heinrich Bruhn[12]

### Nutzung durch die Wehrmacht ab 1939
Bei Kriegsausbruch im September 1939 wurde der Schulbetrieb eingestellt, die Junker entlassen und zur Wehrmacht eingezogen. Die Burg Vogelsang wurde der Wehrmacht übergeben. Diese nutzte die Bauwerke zweimal als Truppenquartier: 1940 beim Westfeldzug, danach im Rahmen der Ardennenoffensive im Dezember 1944. Geübt wurde u. a. ab 1940 auf dem Truppenübungsplatz Elsenborn. Während des Westfeldzuges wurde das Flugfeld Vogelsang (erbaut 1934–39) mit einbezogen. Dort waren 1940 folgende Fronttruppenteile eingesetzt:
- schwere Flak-Abteilung 143
- 17. Jägerleit-Kompanie / Luftnachrichten-Regiment 211
- I. / Kampfgeschwader 76
- II. / Kampfgeschwader 76
- 2. / Jagdgeschwader 3
- I. / Jagdgeschwader 21

Von 1941 bis 1944 waren auf Vogelsang drei Adolf-Hitler-Schulen untergebracht. Ab 1942 gab es eine öffentliche Krankenstation. 1943 wurde das Haus für weibliche Angestellte zum „Heim für werdende Mütter“ (Entbindungsstation) umfunktioniert. Diese wurden aus dem Rheinland und der Eifel hierher evakuiert.
1944 bestand dort ein Wehrertüchtigungslager, in dem 15 bis 16 Jahre alte Jugendliche aus der Hitlerjugend militärisch ausgebildet wurden. Ende 1944 wurde eine Messerschmitt-Jagdflugzeug-Staffel auf Vogelsang stationiert. Durch alliierte Luftangriffe wurden einige Gebäude zerstört, darunter der Ostflügel und die Turnhalle. Im Januar 1945 wurde die Anlage geräumt.

## Bildergalerie

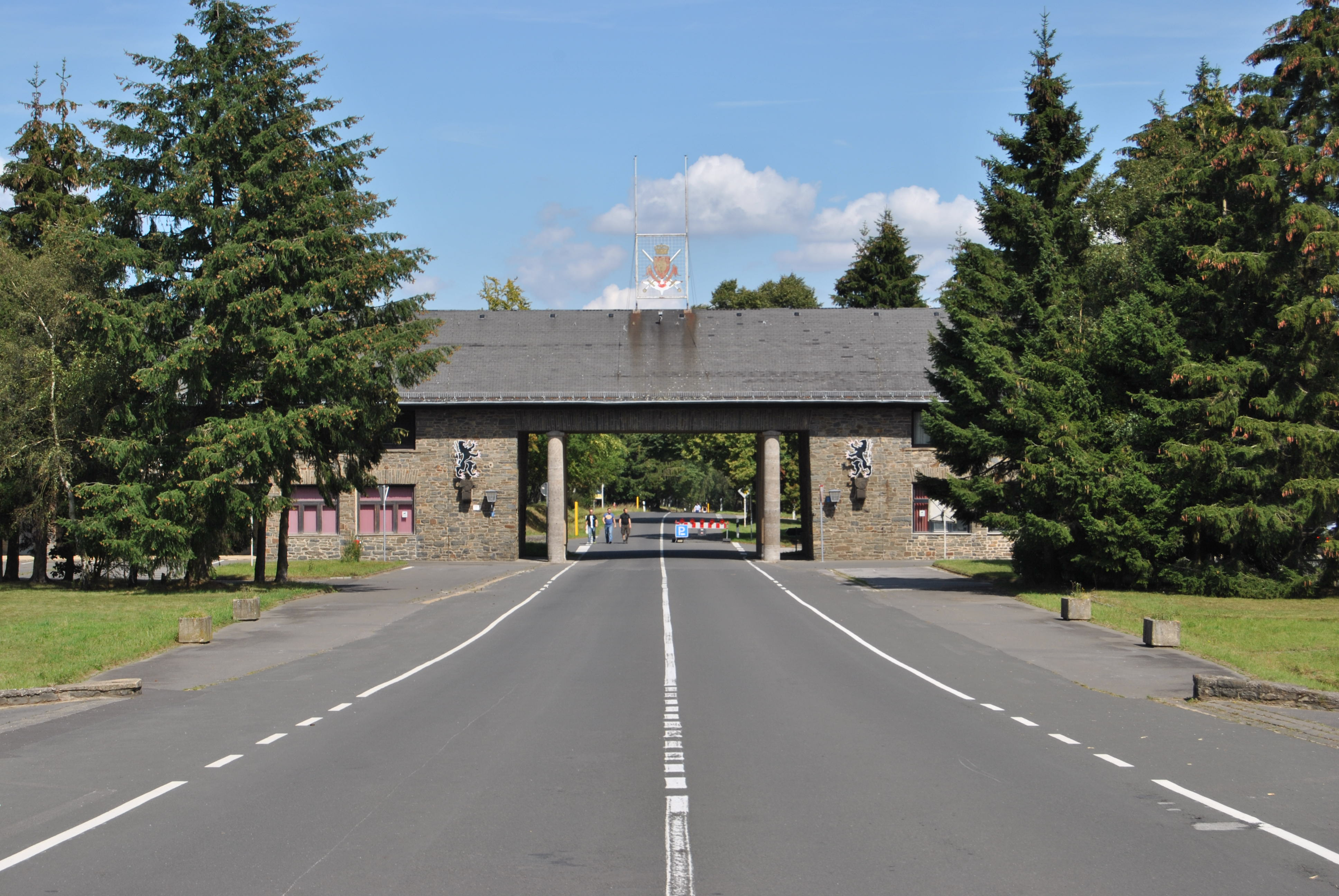
Malakoff, die Einfahrt zur Ordensburg
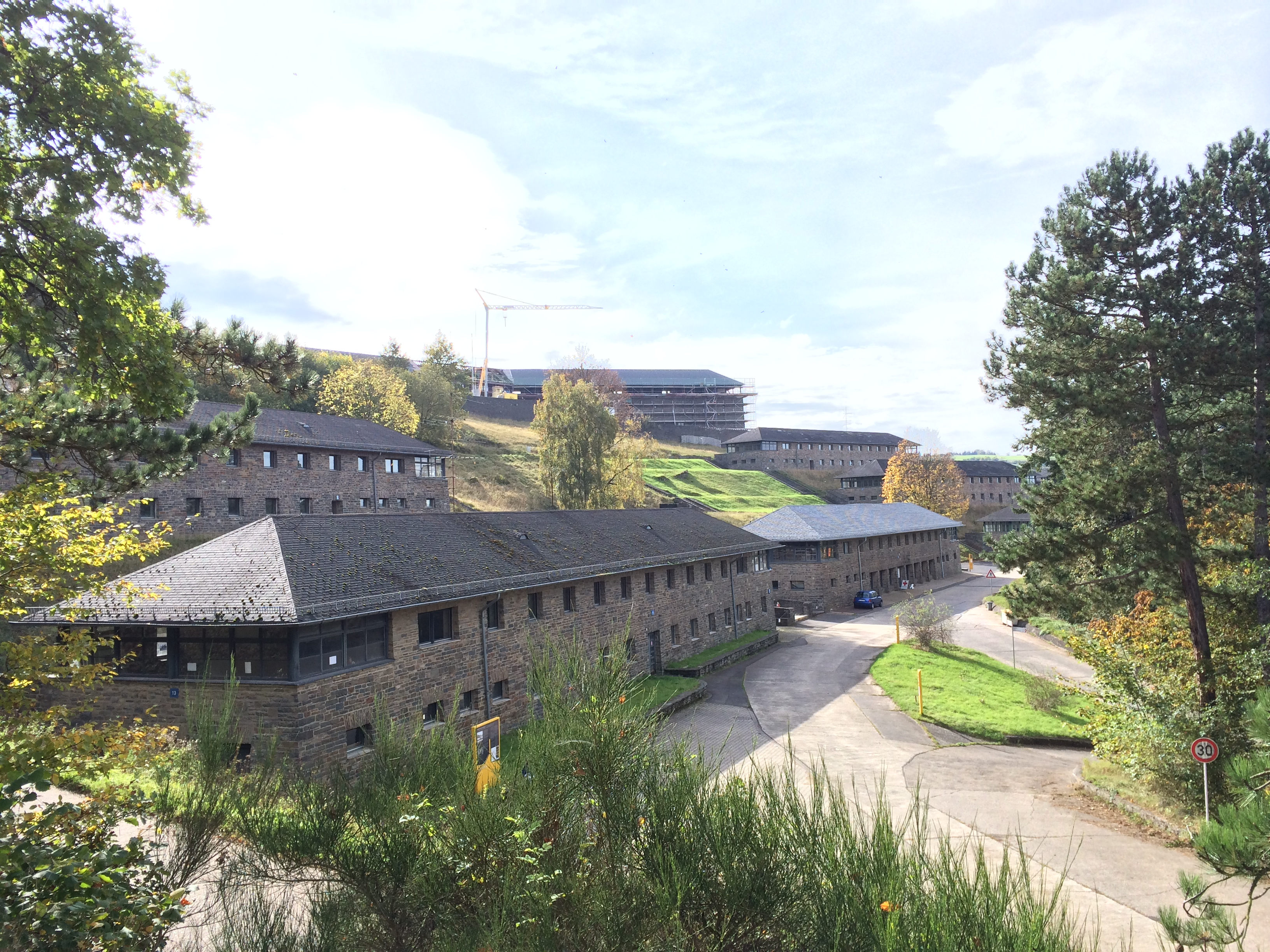
Kameradschaftshäuser
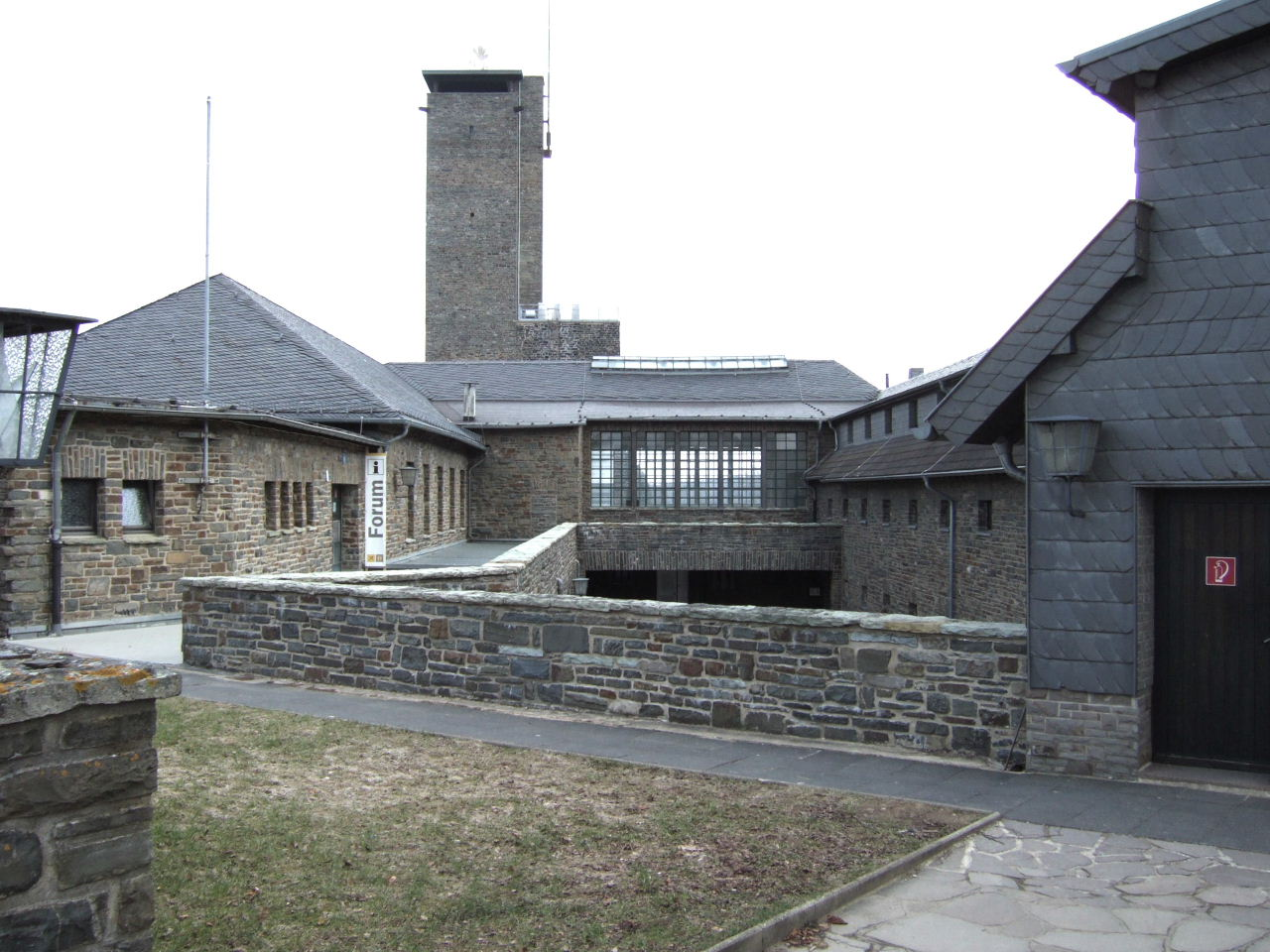
Innenhof der Ordensburg mit dem 48 m hohen Turm (ursprünglich Wasserturm)
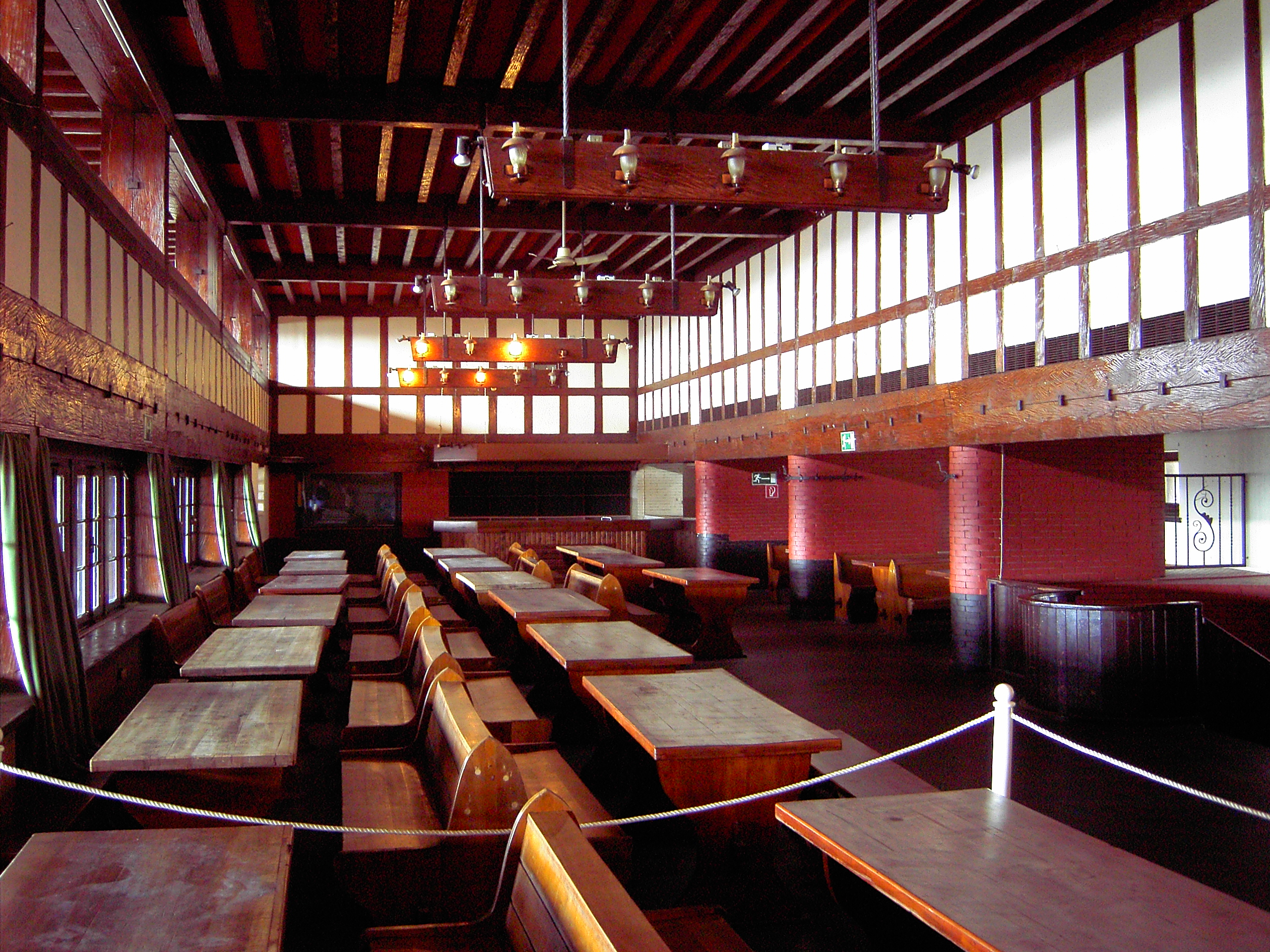
Innenansicht der Burgschänke
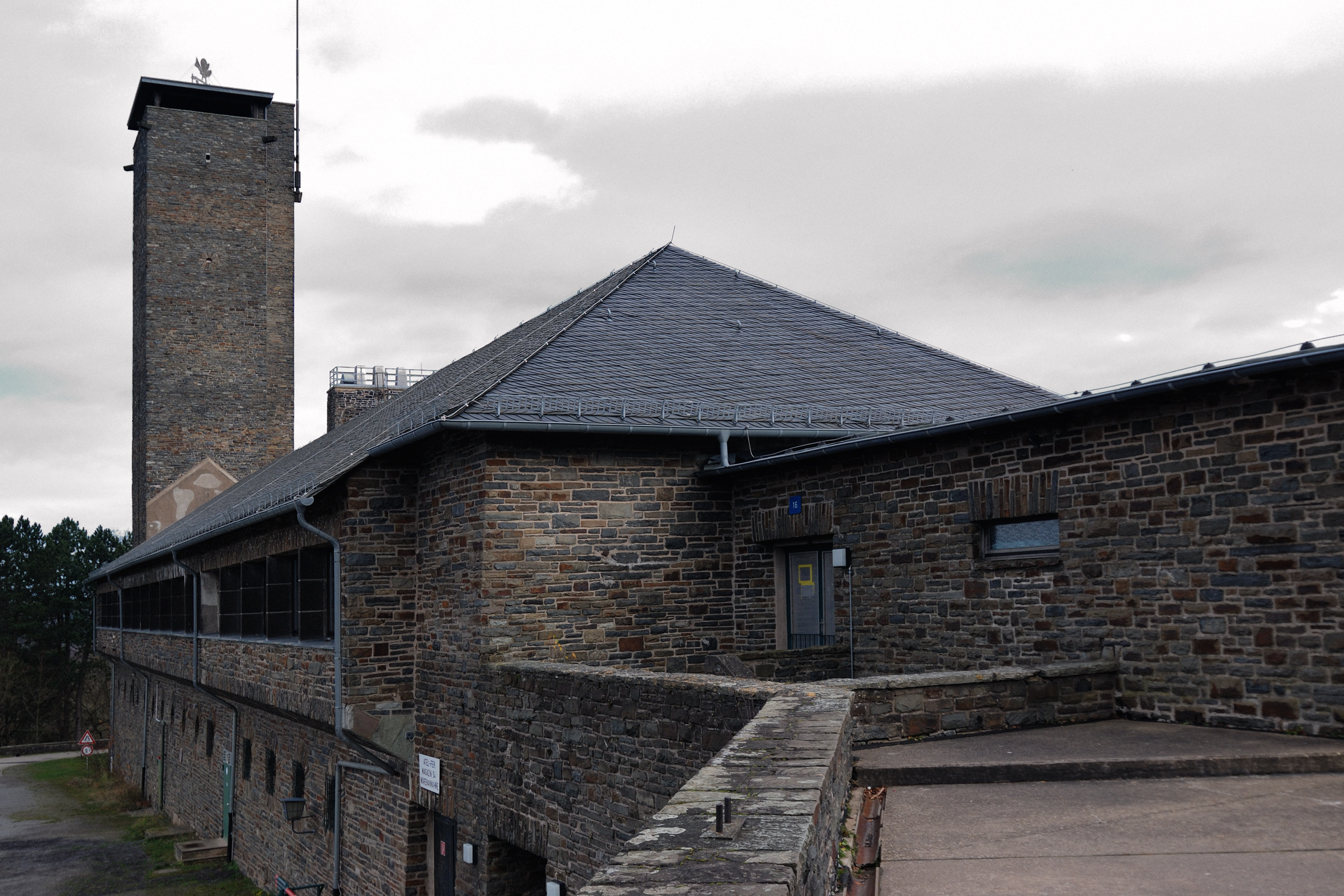
Hauptgebäude mit Turm
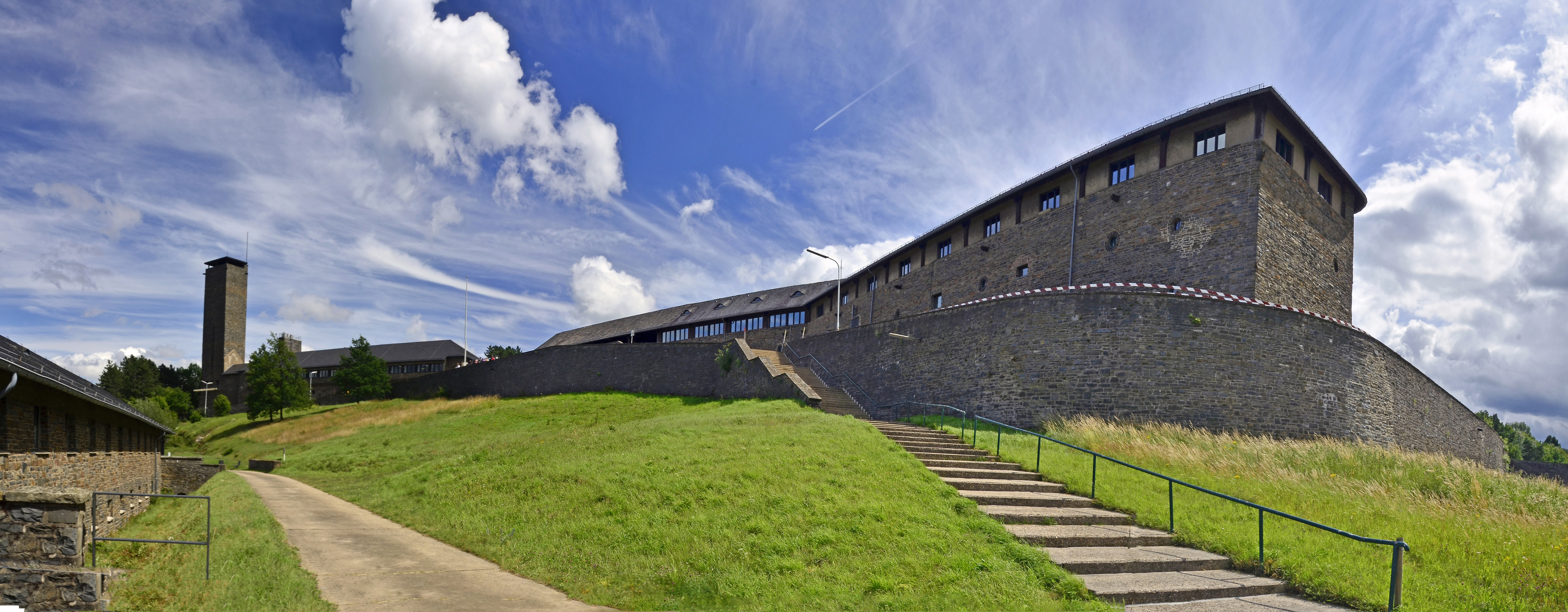
Panorama von Nordwest
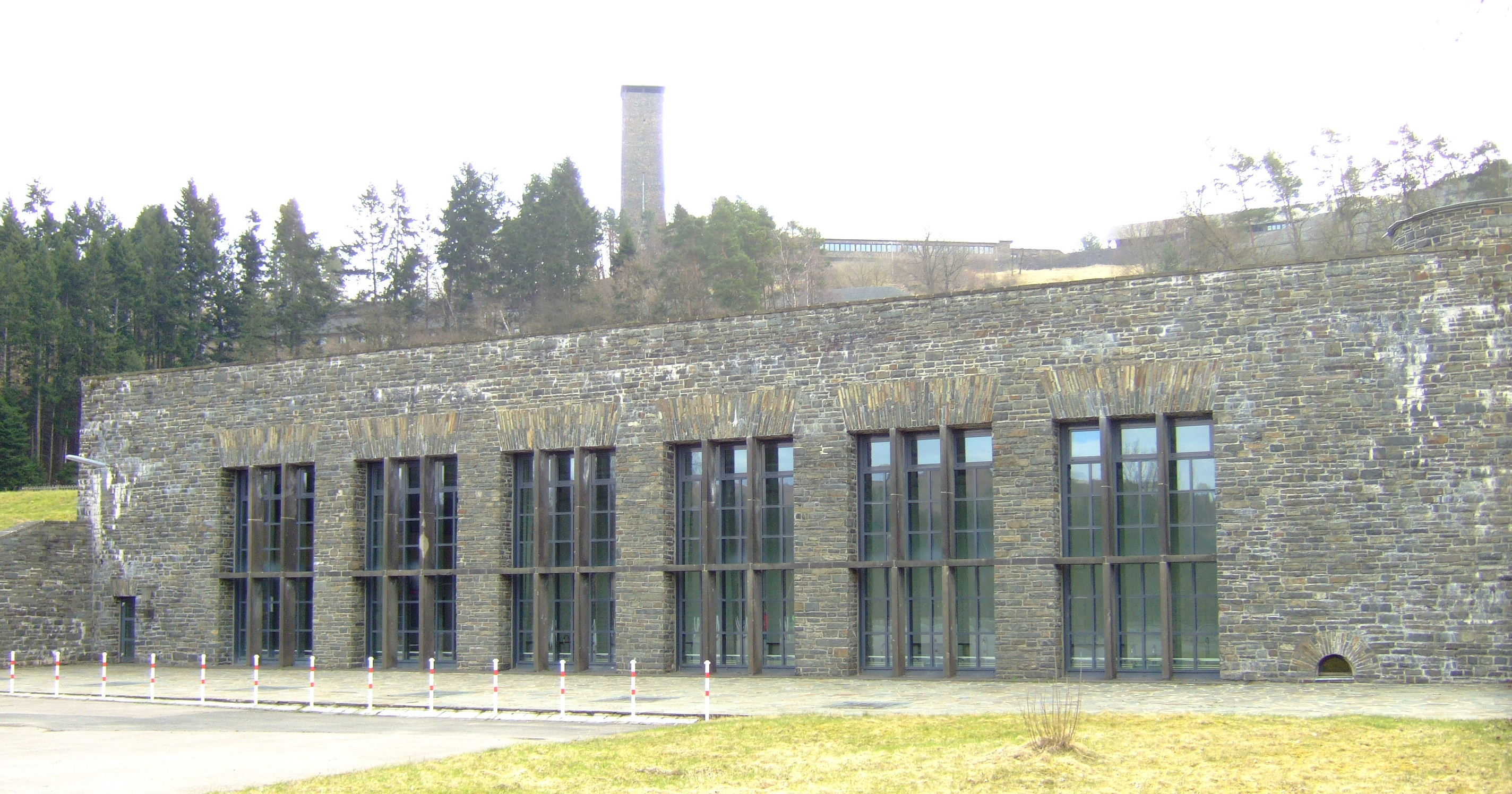
Schwimmhalle am Fuß der Anhöhe

Werke des Bildhauers Willy Meller
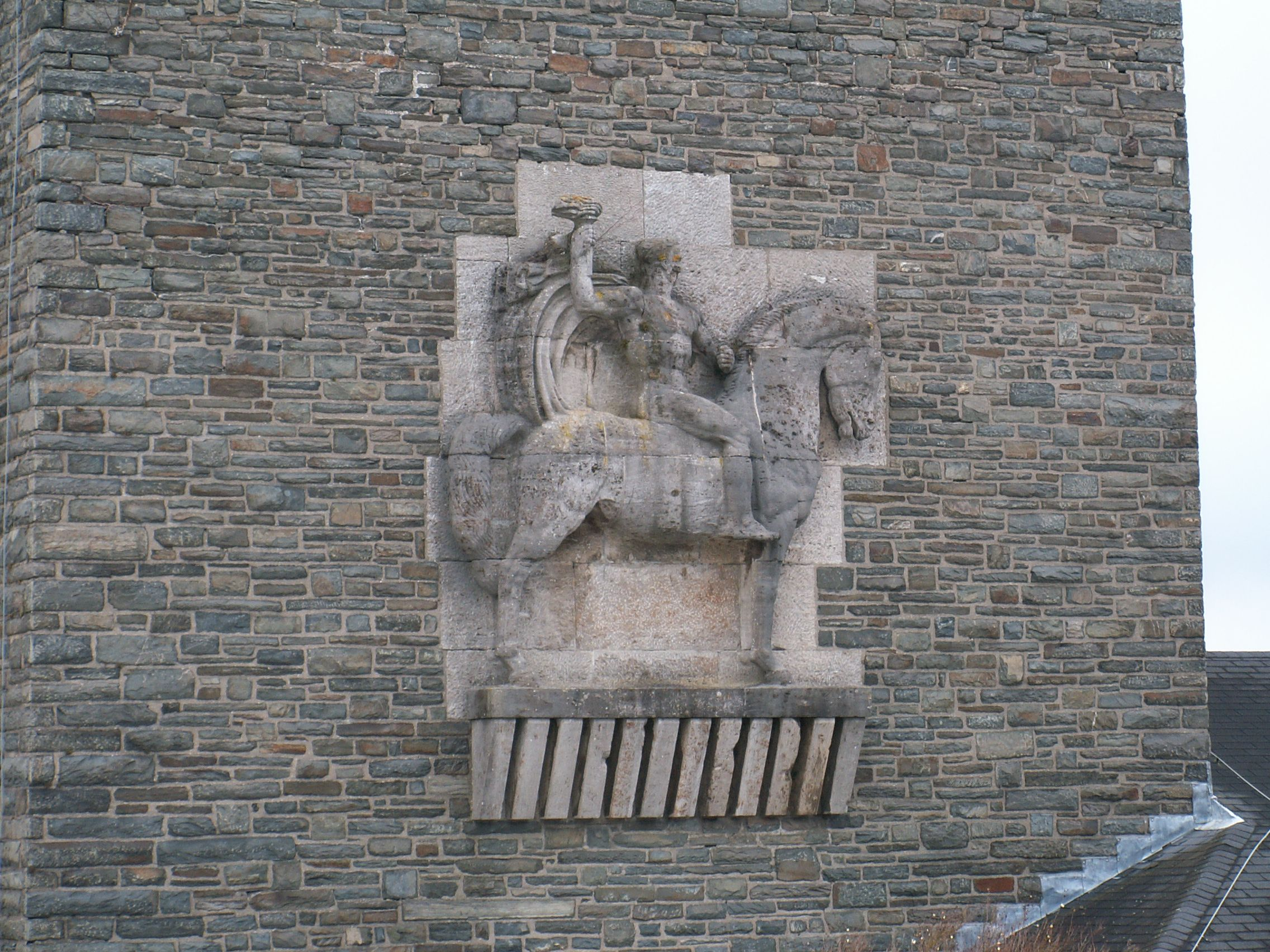
Reiterrelief am Haupttor
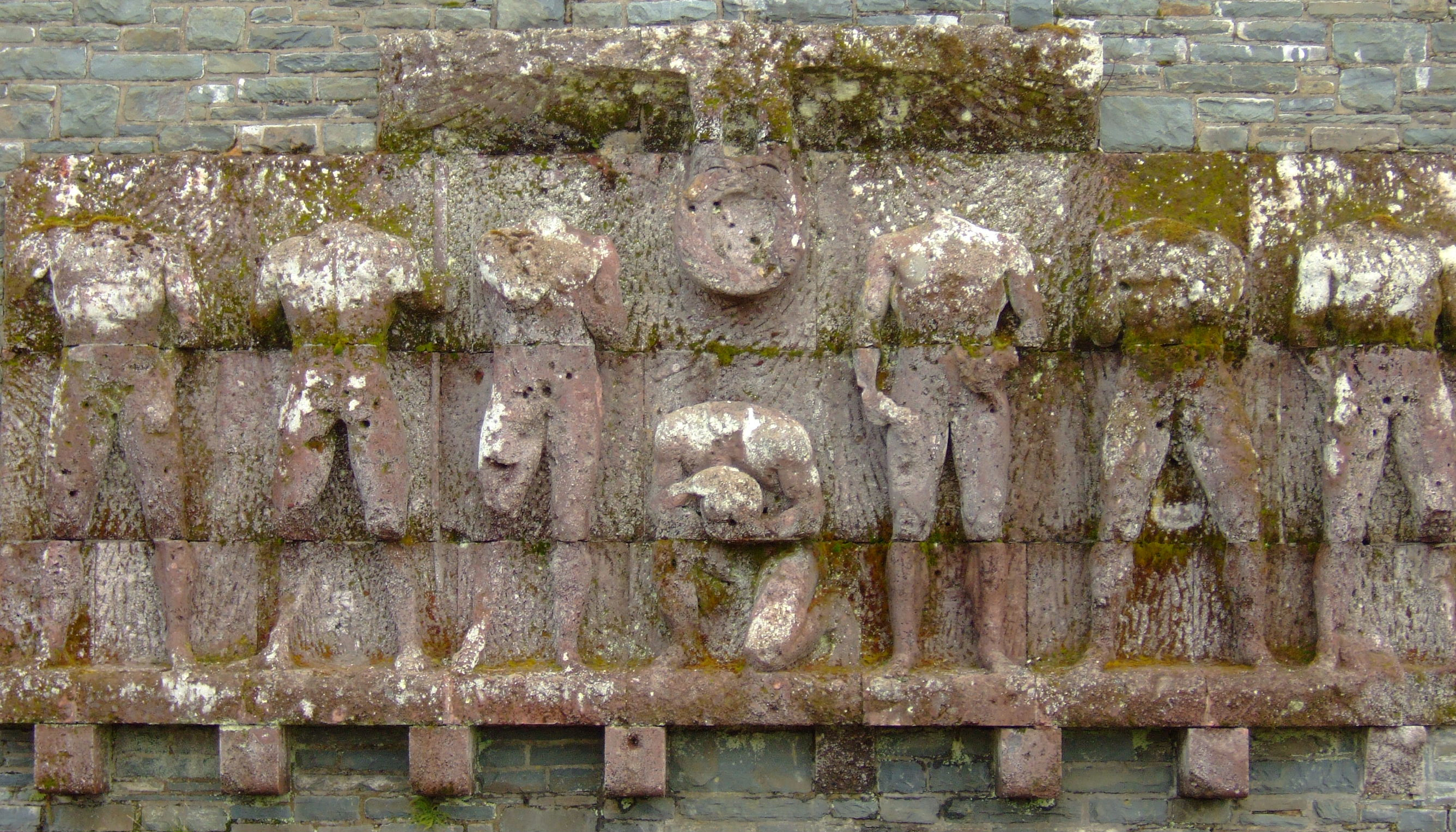
Sportlerrelief
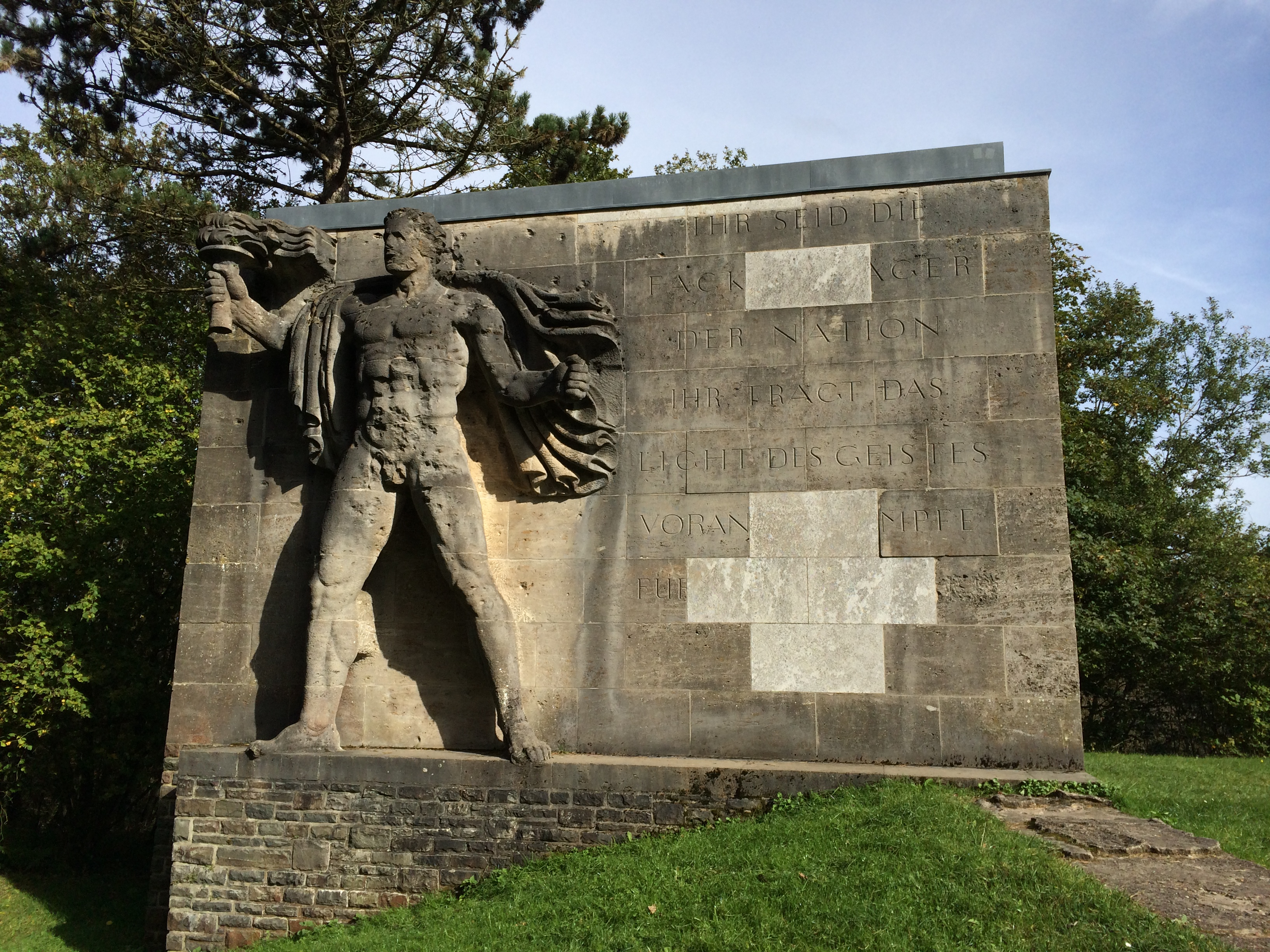
Fackelträger
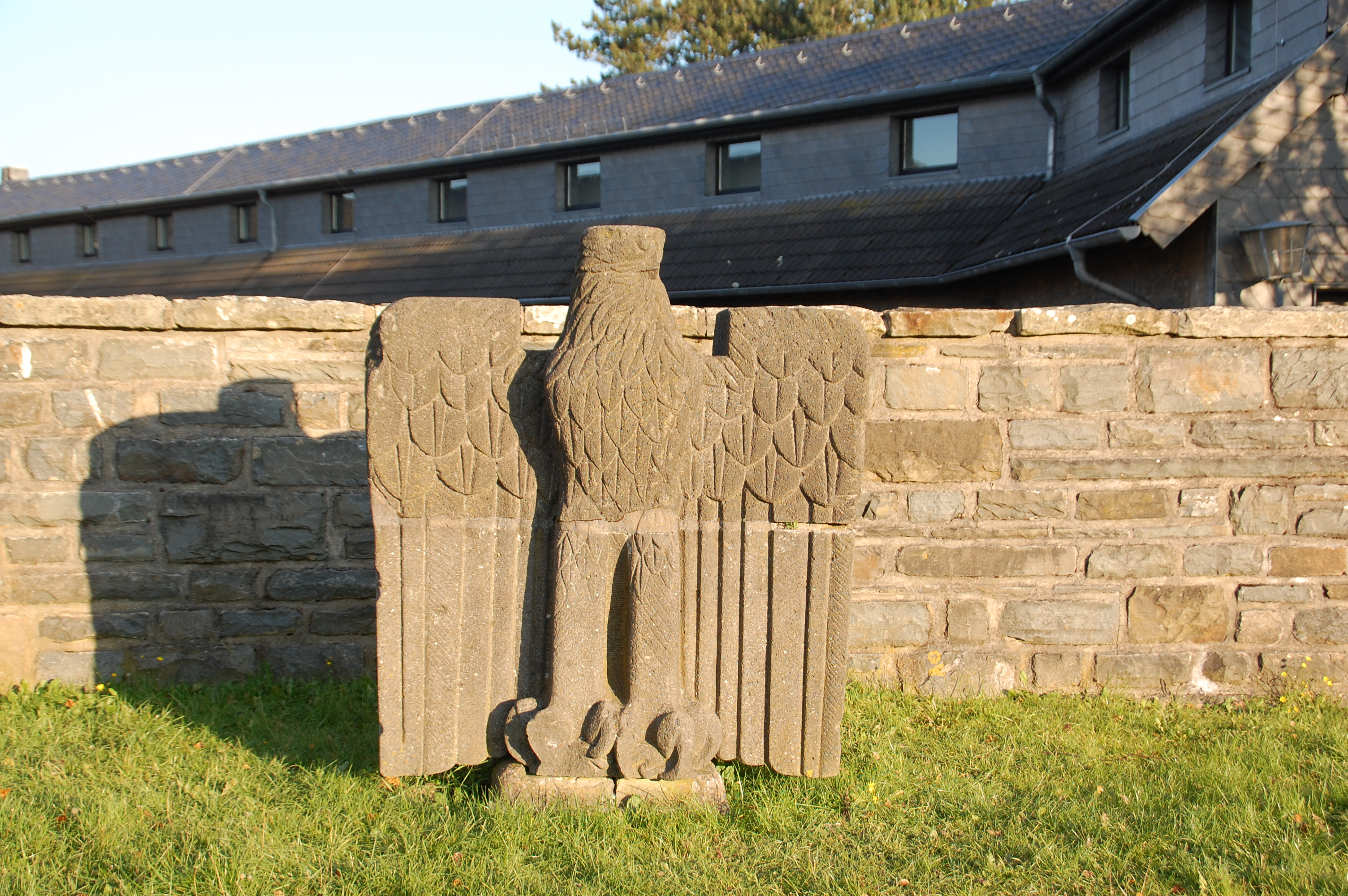
Parteiadler der NSDAP

## Camp Vogelsang, 1946–2006

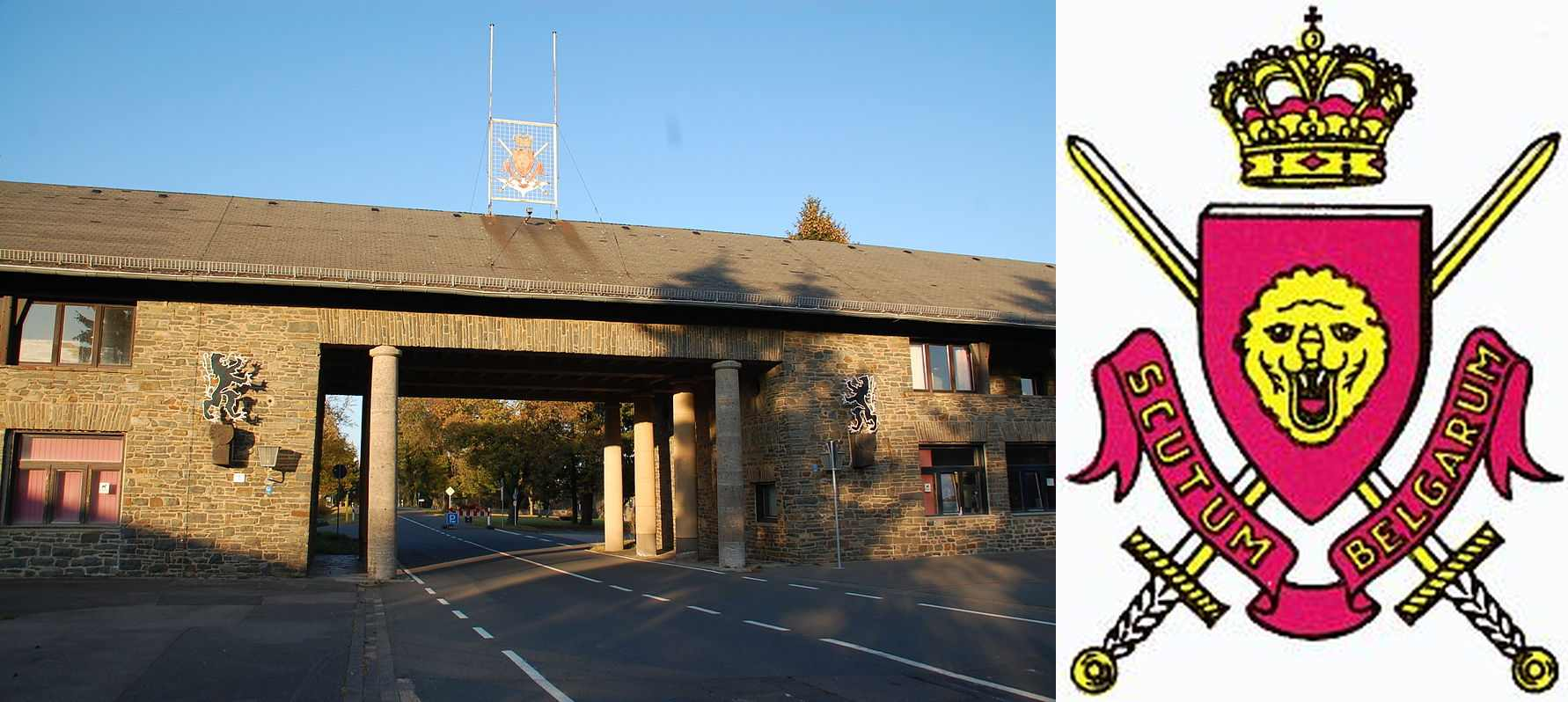
Das Waffenschild des 1. BELGISCHEN KORPS auf Malakoff

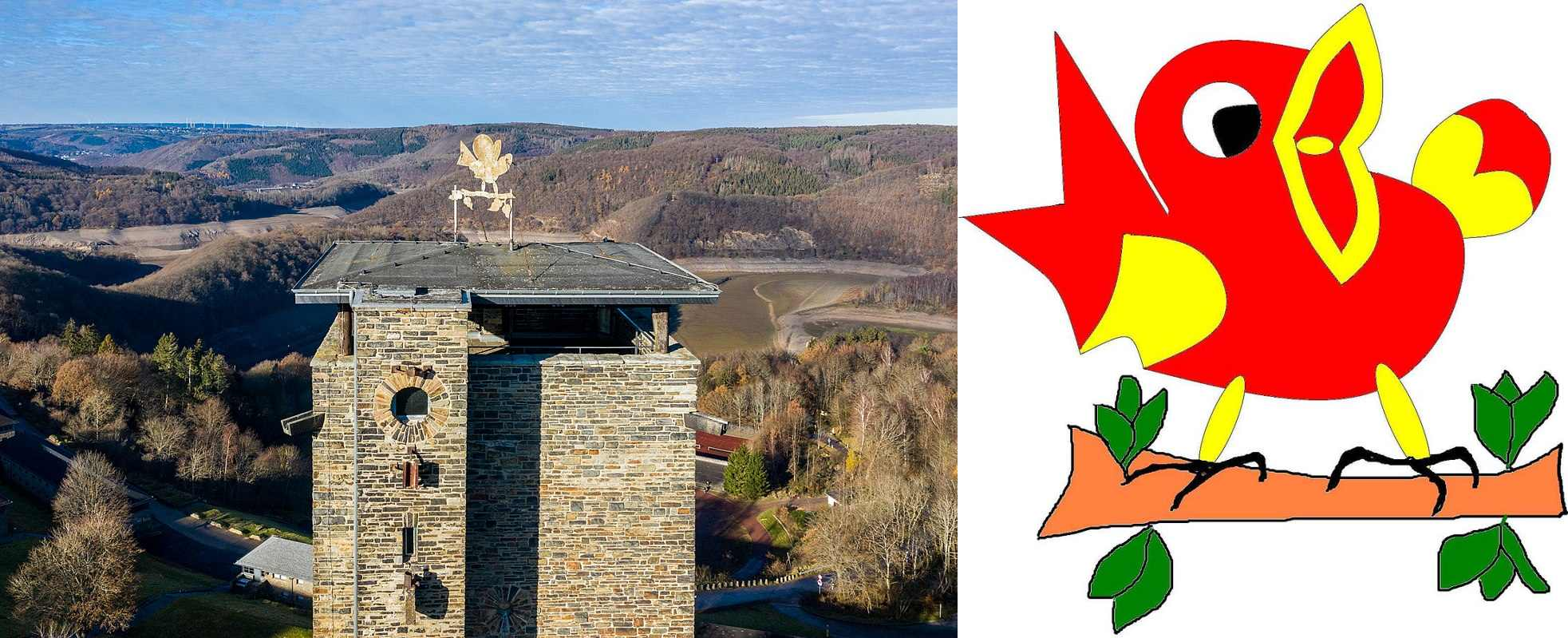
Das Vögelchen von Vogelsang, es entstand in den 1950er Jahren nach Übernahme von Vogelsang durch die Belgier. Das zwei Meter hohe Emblem steht auch heute noch auf dem Wasserturm in Camp Vogelsang. Es wurde von Robert Krämer aus Sistig entworfen, der dort als Zivilangestellter von 1950 bis 1988 beschäftigt war.

### Kaserne und Truppenübungsplatz
Zur allgemeinen Geschichte von Camp Vogelsang und des Truppenübungsplatzes siehe Truppenübungsplatz Vogelsang.

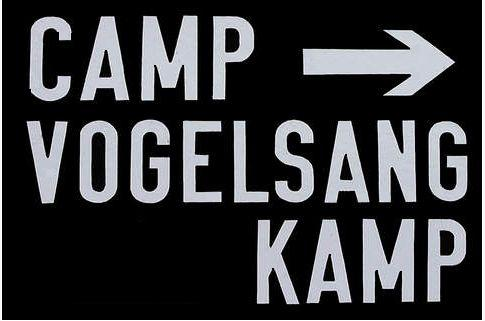
Militärischer Wegweiser zur Kaserne „Camp Vogelsang“

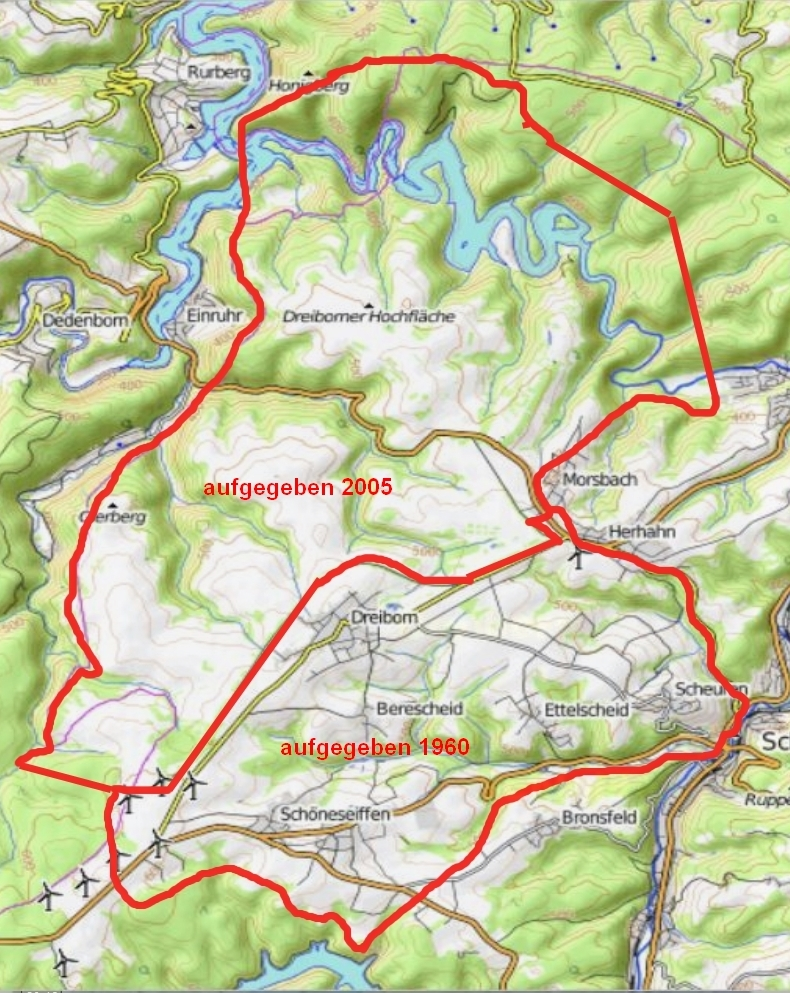
Gelände des Truppenübungsplatzes Vogelsang in der Ausdehnung 1945–1960 (6354 ha) und 1960–2005 (4200 ha)

Nach Ende des Zweiten Weltkrieges Anfang 1946 erwog die britische Militärverwaltung zeitweilig den Abriss der Ordensburg als herausragendes Symbol des Nationalsozialismus. Im September 1946 beschlagnahmten die Briten 6354 ha Land rings um die Ordensburg als Truppenübungsplatz. Die Bewohner mussten das Dorf Wollseifen räumen. Außer der Kirche und der Volksschule wurden alle Gebäude durch Schießübungen und Brände vollständig zerstört.
Im Jahr 1950 wurde der Truppenübungsplatz („Training Area“ Vogelsang) mitsamt der ehemaligen Ordensburg von den Briten an die belgischen Streitkräfte übergeben. Kommandant aller Belgischen Streitkräfte in Deutschland war 1946 General Jean-Baptiste Piron.
Das belgische Militär nutzte das umgebende Gelände ab 1950 ebenfalls als Truppenübungsplatz und errichtete in der Anlage der ehemaligen Ordensburg weitere Gebäude, so den Unterkunftsblock „Van Dooren“, Tankstelle, Kino, Truppenunterkünfte für übende Truppen und weitere Nebengebäude zum „Camp Vogelsang“. Die Walburgiskapelle wurde im Eingangsgebäude eingerichtet. Bis ca. 1953 waren im Camp belgische Infanterie- und Artilleriesoldaten in Bataillonsstärke stationiert. Die Kasernenanlage diente aber im Weiteren nur noch der mit ca. 250 zivilen und militärischen Kräften umfangreichen Übungsplatzkommandantur, dem Unterhalt der Kasernen und der Infrastruktur des Truppenübungsplatzes sowie der Aufnahme und Versorgung der übenden Truppen inkl. der Waffen und Geräte. Für den Bau der Soldatenunterkunft „Van Dooren“ wurden die bereits fertiggestellten Sockel- und Außenmauern des von den Nationalsozialisten geplanten Hauses des Wissens genutzt, so dass der gewinkelte Baustil dem Bau der Gebäude aus der NS-Zeit ähnelt. Auf dem benachbarten Fundament eines geplanten Hörsaales wurde das belgische Truppenkino (später Theater) errichtet. Die Kasernenanlage hatte, für die übende Truppe, eine Logiekapazität von 2605 Betten (ohne die Biwakplätze)
An der Ordensburg Vogelsang selbst wurden von der belgischen Militärverwaltung behutsame Rekonstruktionen der kriegszerstörten Bausubstanz vorgenommen. Beseitigt wurden nur die Hoheitsabzeichen des Dritten Reiches, meist Hakenkreuze.
Mit Gründung der NATO 1949 und Aufnahme der Bundesrepublik Deutschland (1955) übten, neben den Soldaten aus Belgien, auch NATO-Einheiten der Niederlande, des Vereinigten Königreichs, aus Frankreich, Luxemburg, den Vereinigten Staaten von Amerika, Deutschland und Kanada auf dem durch das belgische Militär verwalteten Übungsplatz. 1960 wurde das Übungsgelände auf 4200 ha verkleinert. Von 1957 bis 1975 gab es ein deutsches Verbindungskommando, von 1997 bis 2005 einen Deutschen Militärischen Vertreter (DMV), die innerhalb der Kasernenanlage stationiert waren. Zum Jahresende 2005 endete die militärische Nutzung von „Camp Vogelsang“.

### Flugfeld

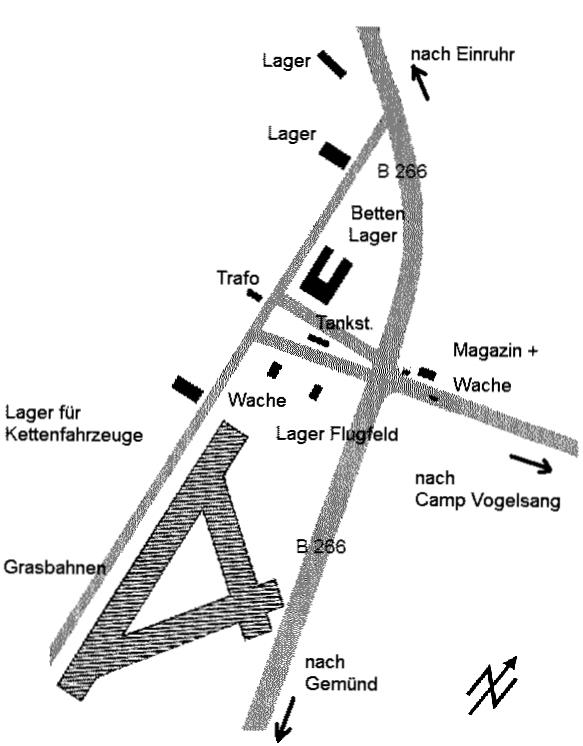
Flugfeld Vogelsang in der Nutzung durch die belgische Armee

Ehemaliges Flugfeld Vogelsang (Graspisten) für leichte Flugzeuge und Helikopter der belgischen Armee (bis 2006). Dieses Flugfeld (1934–1939 erbaut) wurde schon von der Wehrmacht genutzt und war auch in Gebrauch im Westfeldzug. Ende 1944 wurde für kurze Zeit eine Messerschmitt-Jagdflugzeugstaffel auf Vogelsang stationiert. Transportmaschinen landeten, um Verletzte zu dem in Vogelsang eingerichteten Lazarett zu bringen.
Am 8. März 1945 zog das IX Engineer Command 816. Engineer Aviation Battalion ein und begann mit dem Bau eines operativen Flugplatzes für alliierte Flugzeuge. Die Ingenieure legten auf dem ehemaligen Luftwaffenfeld bis nah an Morsbach eine 150°/330° ausgerichtete ca. 1100 m lange Landebahn mit durchbohrten Stahlplanken an, um den Allwetterbetrieb auf dem Gelände zu unterstützen. Am 23. März wurde der Flugplatz als Advanced Landing Ground „Y-51 Vogelsang“ ausgewiesen. Seine operative Nutzung durch die USAAF erfolgte durch die Ninth Air Force 67th Tactical Reconnaissance Group, die verschiedene Fotoaufklärungsflugzeuge (P-38, P-51) vom Flugplatz aus betrieb für Aufklärungsfotos westlich der Ludendorff-Brücke (Brücke von Remagen), um die vorrückende 9. Armee bei der Schließung des Ruhrkessels bis Ende April 1945 zu unterstützen. Nach dem Abzug der Kampfverbände blieb der Flugplatz geöffnet und unterstützte die Besatzungstruppen in der Umgebung mit Transportversorgungsflügen, bis er am 10. Juli 1945 geschlossen wurde.
1963 stürzte hier eine Piper Cub L-18C der belgischen Heeresflieger ab. Der Pilot und ein Begleiter kamen zu Tode.

## Vogelsang IP, Internationaler Platz

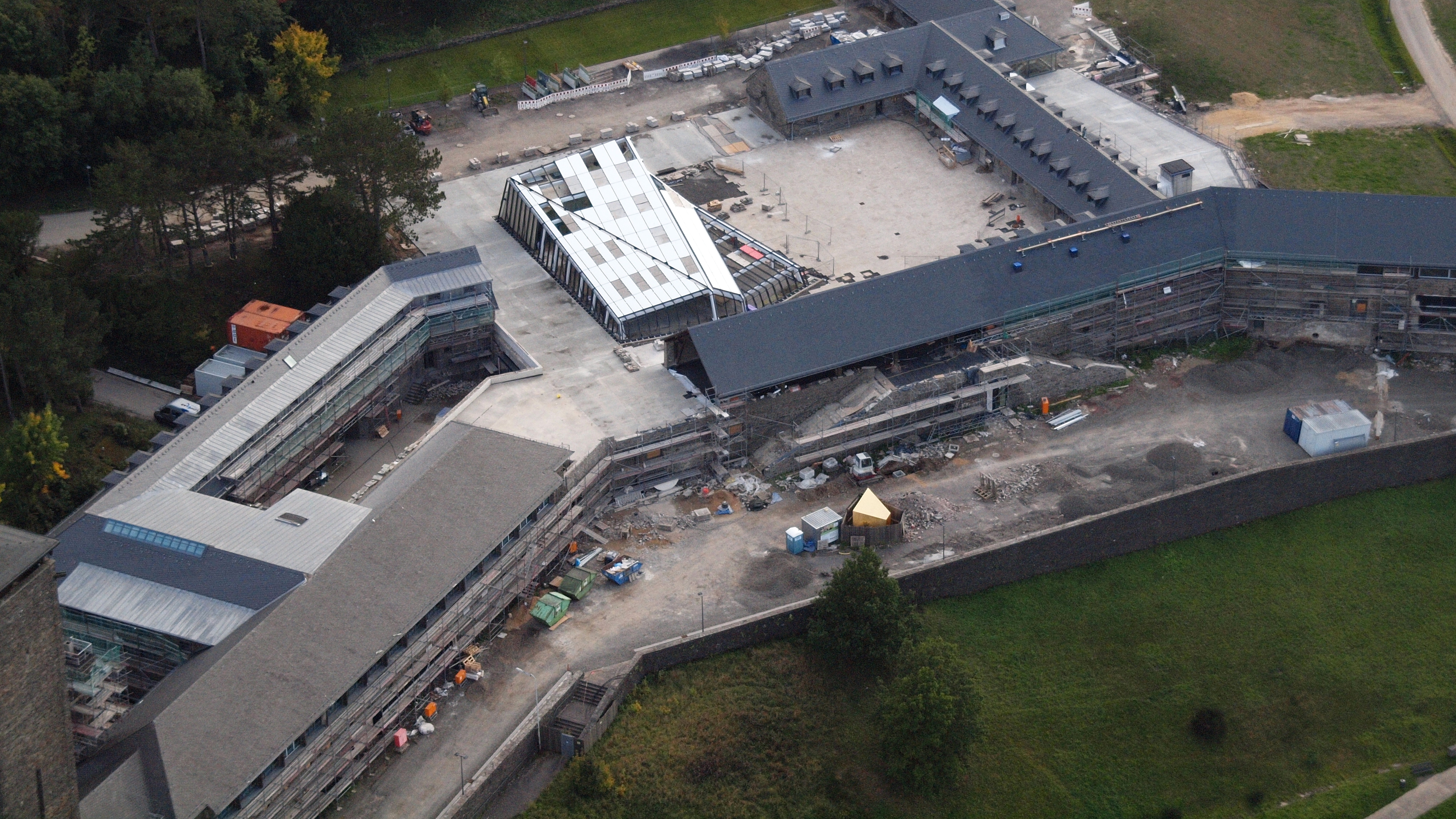
Neubau Forum, Luftaufnahme (2015)

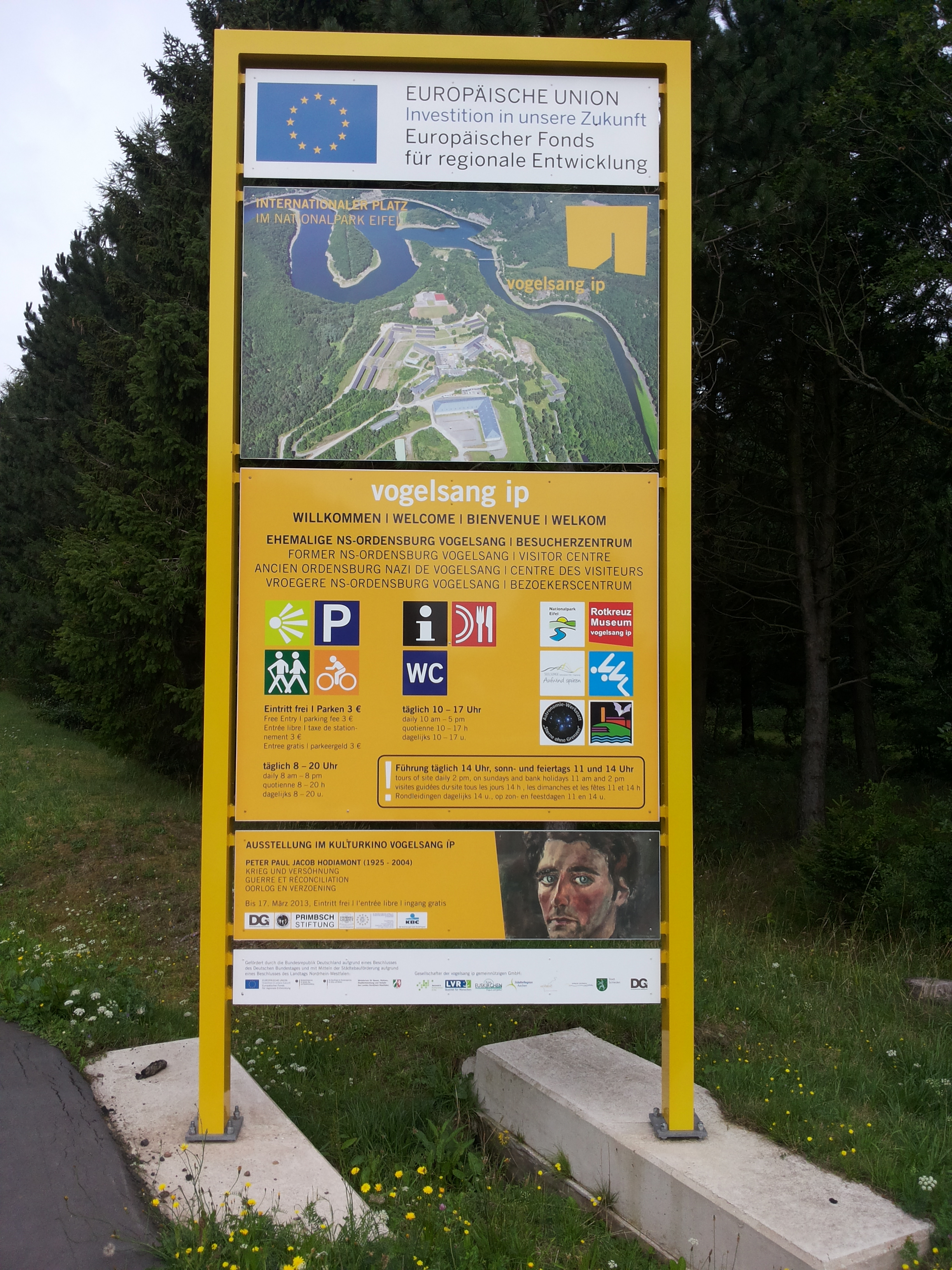
Vogelsang IP 2015

Seit dem 1. Januar 2006 ist die Anlage wieder der Öffentlichkeit als Vogelsang Internationaler Platz zugänglich, nachdem die militärische Nutzung aufgegeben worden ist. Derzeit befindet sich die Anlage Vogelsang noch im Besitz des Bundes, soll aber mit Unterstützung der Landesregierung NRW auf den Kreis Euskirchen übergehen.
Ein Teil der umliegenden Flächen ist durch Rad- und Wanderwege erschlossen. Seit Herbst 2009 verbindet die Victor-Neels-Brücke über den Urftsee – eine 150 Meter lange Stahlkonstruktion, benannt nach dem belgischen Kommandanten von Camp Vogelsang von 1970 bis 1980 – Vogelsang mit dem Rad- und Wanderwegenetz zwischen Urft-Sperrmauer, Gemünd und dem Kermeter.
Die 2005 gegründete Vogelsang IP gemeinnützige GmbH hat sich die Umgestaltung und die Erarbeitung verschiedener neuer Nutzungskonzepte der gesamten Anlage zur Aufgabe gemacht. Das Hallenschwimmbad aus der NS-Zeit, das auch das belgische Militär nutzte, sollte nach 2006 ursprünglich in eine Bar verwandelt werden, wurde aber erhalten, restauriert und wird durch den lokalen Schwimm- und Sportverein Vogelsang aus Schleiden wieder genutzt und steht der Öffentlichkeit offen. Es ist Teil der umfangreichen Sportanlage, deren Sanierung noch bevorsteht. Das Hallenschwimmbad, Sporthalle sowie der Sportplatz können beim Schwimm- und Sportverein zur Nutzung angemietet werden.
Ein temporäres Besucherzentrum mit Restauration wurde 2006 in der ehemaligen Kantine der Burg (Ostflügel) eingerichtet und 2008 erweitert. 2011 wurde das belgische Truppenkino aus den 1950er-Jahren saniert. 2012 bis 2016 wurde ein neues Besucherzentrum, das Forum Vogelsang IP, als Gedenkort ausgebaut.

### Gedenkstätte und Ausstellung
Am 11. September 2016 wurde im Gedenkort die Dauerausstellung Bestimmung: Herrenmensch. NS-Ordensburgen zwischen Faszination und Verbrechen eröffnet. Sie stellt die Geschichte der NS-Ordensburg, verknüpft mit weiteren Themen aus der NS-Zeit, auf einer Fläche von 800 m² dar. Eine große Nationalpark-Ausstellung sowie zusätzliche Wechselausstellungen in den Kellerräumen der Ordensburg informieren die Besucher. Vom Adlerhof führt eine mit einem Glasaufbau überdachte Treppe zu den neu gestalteten Kellerräumen. Dieser Entwurf wurde auf der Basis der Ergebnisse eines internationalen Architekturwettbewerbs im Jahr 2008 ausgewählt. Die Gebäude und Skulpturen werden durch gelbe Informationstafeln erklärt. Zwei Rundgänge (Hang- und Plateau-Rundgang) sind ausgeschildert.
Die viereinhalb Jahre Bauzeit waren länger als geplant, die Kosten lagen mit 45 Millionen Euro deutlich höher als kalkuliert. Mehr als 250.000 Besucher kamen im ersten Jahr nach der Eröffnung.
Es gibt tägliche Führungen, sie sind auf Anfrage auch fremdsprachig. Auch kann der 48 Meter hohe Turm gegen Eintritt bestiegen werden. Er bietet einen guten Ausblick über den „Adlerhof“, das Besucherzentrum und die „Kameradschaftshäuser“ sowie den Nationalpark mit Dreiborner Hochfläche, Kermeter und den Urftsee.

### Weitere Einrichtungen

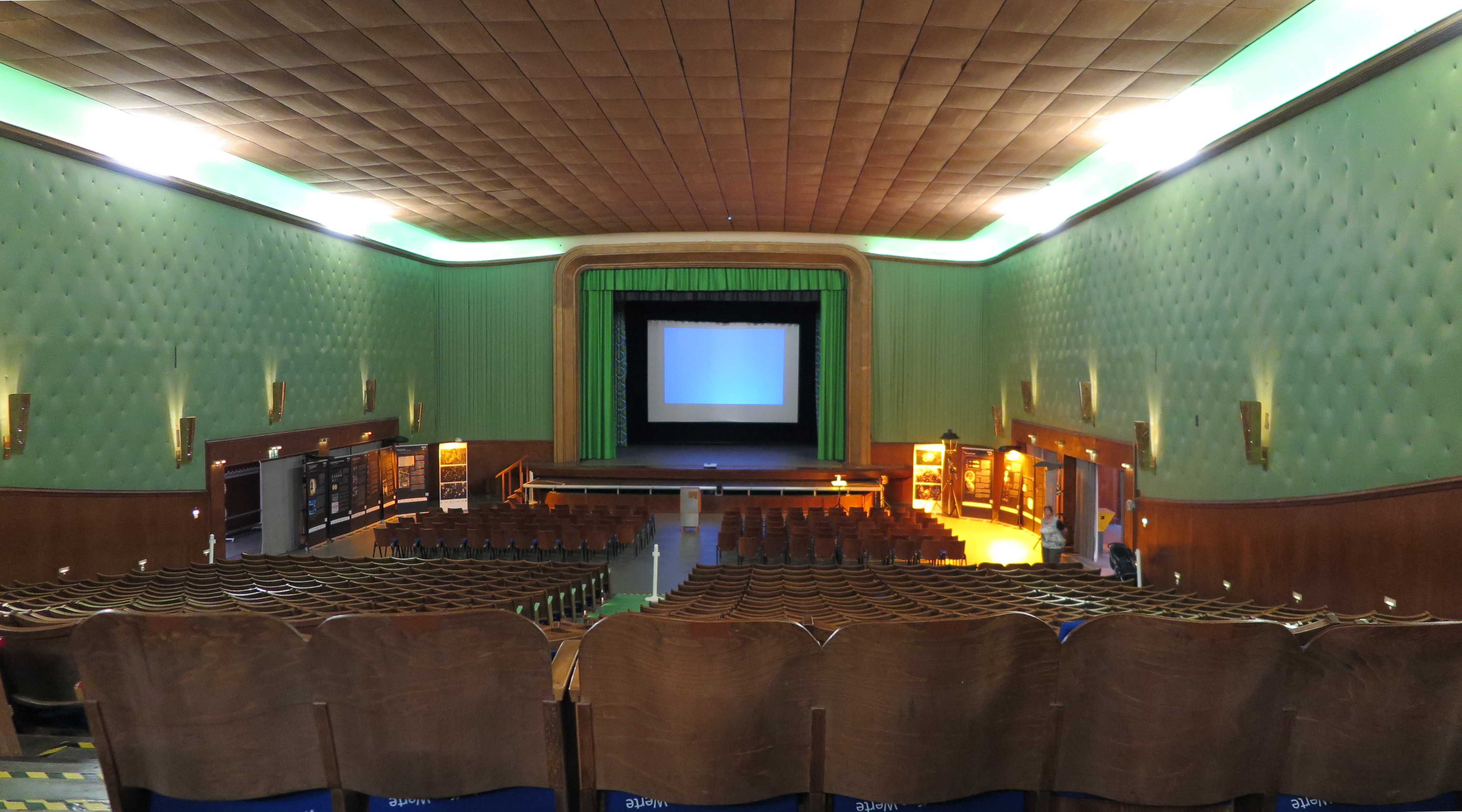
Denkmalgeschütztes belgisches Truppenkino

Das Jugend-, Natur- und Umweltbildungshaus „Transit 59“ des Roten Kreuzes und das Rotkreuz-Museum vogelsang ip haben je eigene Bildungsprogramme. Das ehemalige Kino aus den 1950er-Jahren dient als Veranstaltungsort und wird, zusätzlich zu bereits für Tagungen genutzten Räumen des Forums West und Ost, zum Kern eines neuen Tagungszentrums werden.
Unklar ist hingegen die Zukunft der belgischen Kasernengebäude Van Dooren, aufgrund der hohen Unterhaltungskosten könnte das nicht genutzte Gebäude mittelfristig abgerissen werden (außer den Fundamenten aus der NS-Zeit).
Es war geplant, die Verwaltung des Nationalparks Eifel in den Gebäuden des „Malakoff“ genannten Torbereichs im Eingang zur Anlage unterzubringen. Nach einer Ausschreibung der Bundesanstalt für Immobilienaufgaben wurde das Eingangsgebäude Malakoff mit Fahrzeughof an ein Opel-Automuseum verkauft, die Gebrüder Degener ziehen mit ihrer europaweit größten Sammlung an Opel-Oldtimern aus Vreden auf die Ordensburg.
Die frühere Nazi-Eliteschule Vogelsang hatte Anfang der 2010er-Jahre eine Förderung des Landes Nordrhein-Westfalen in Höhe von 32 Millionen Euro zugesagt bekommen, um die Anlage zu einem touristischen Bildungsort mit Mischnutzung auszubauen. Die Dauerausstellung „Bestimmung: Herrenmensch“ wurde mit dem German Design Award ausgezeichnet und erläutert multimedial die Vergangenheit Vogelsangs als NS-Schulungsstätte. Das Nationalpark-Zentrum mit der Erlebnisausstellung „Wildnis(t)räume“ wurde in anderen Räumen untergebracht. Im 48 Meter hohen Turm am Gebäude es Nationalpark-Zentrums Eifel brütet der Wanderfalke. Das Brutgeschehen wird live in die Erlebnisausstellung „Wildnis(t)räume“ übertragen.

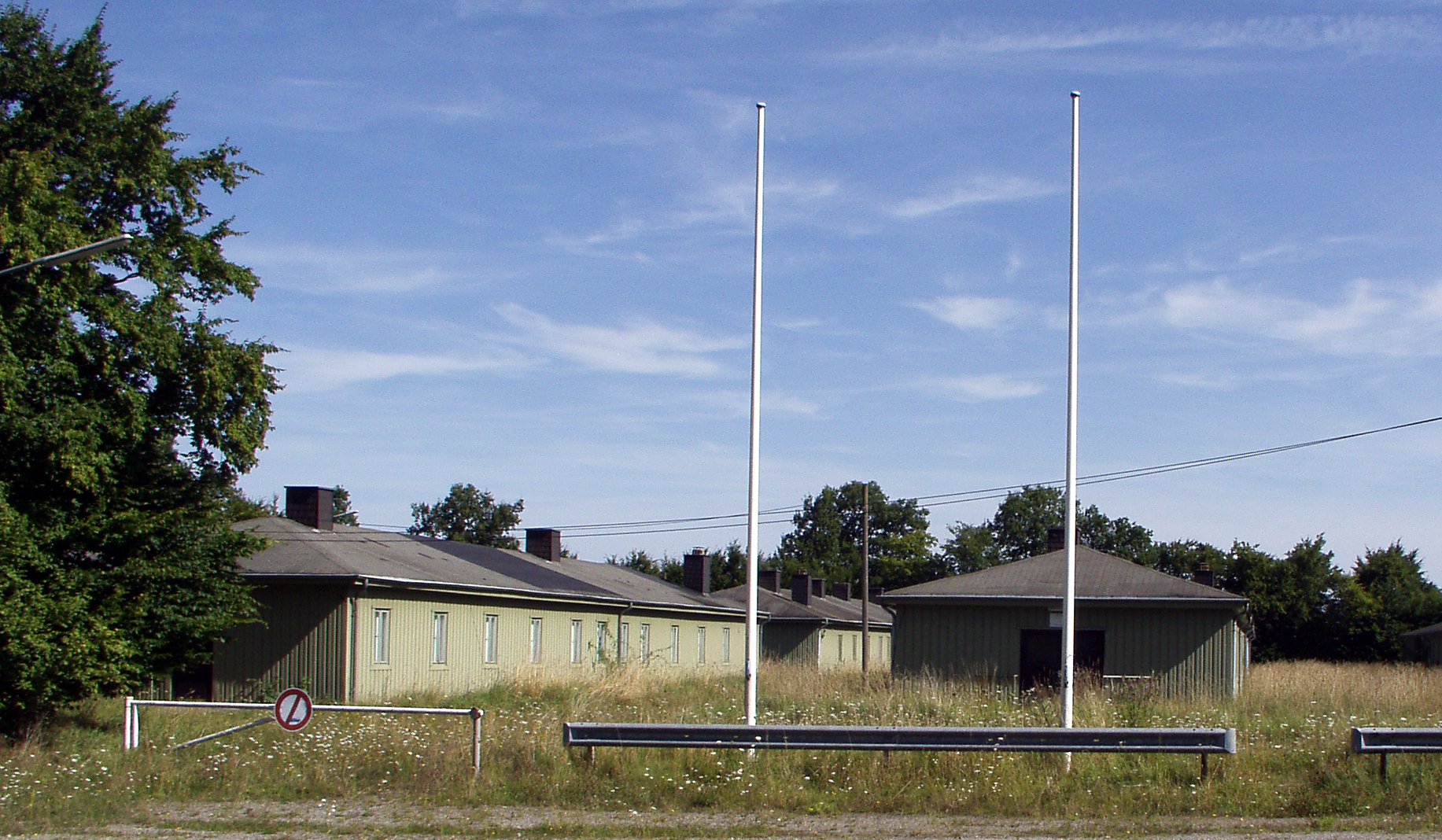
Ehemalige Soldatenunterkunft „Schelde“ und derzeit Unterkunft für Flüchtlinge

Außerhalb der Ordensburg, im ehemaligen Truppenlager Schelde von Camp Vogelsang, werden seit Anfang 2017 Flüchtlinge untergebracht.
Stand 2018 sind insgesamt 14 „Ansiedlungen“ (Vereine und Investoren) mit einem Investitionsvolumen von 57 Millionen Euro in Vogelsang IP schon realisiert. 2018 entstand ein Wohnmobilpark. 14 Nutzungen sind in Betrieb, vier weitere Ansiedlungen befänden sich in der Entwicklung. Fast 170 Arbeitsplätze seien in Vogelsang geschaffen worden.
Im Oktober 2018 erhielt die „Akademie Vogelsang Internationaler Platz“ als Dauerleihgabe diverse Ausstellungsstücke aus dem aufgelösten Museum der Belgischen Streitkräfte in Deutschland (BSD) in Soest. Geplant ist eine Dokumentation vor allem der Geschichte des Truppenübungsplatzes Camp Vogelsang, beleuchtet aber auch das Thema „Kalter Krieg“ sowie die zivilen Beziehungen zwischen belgischen Militärangehörigen und der Bevölkerung der Umgebung.
Im Februar 2020 gab der Deutsche Alpenverein bekannt, dass er den linken Flügel von Malakoff übernommen hat und dort ein Vereinsheim einrichten wird.

### Busanbindung

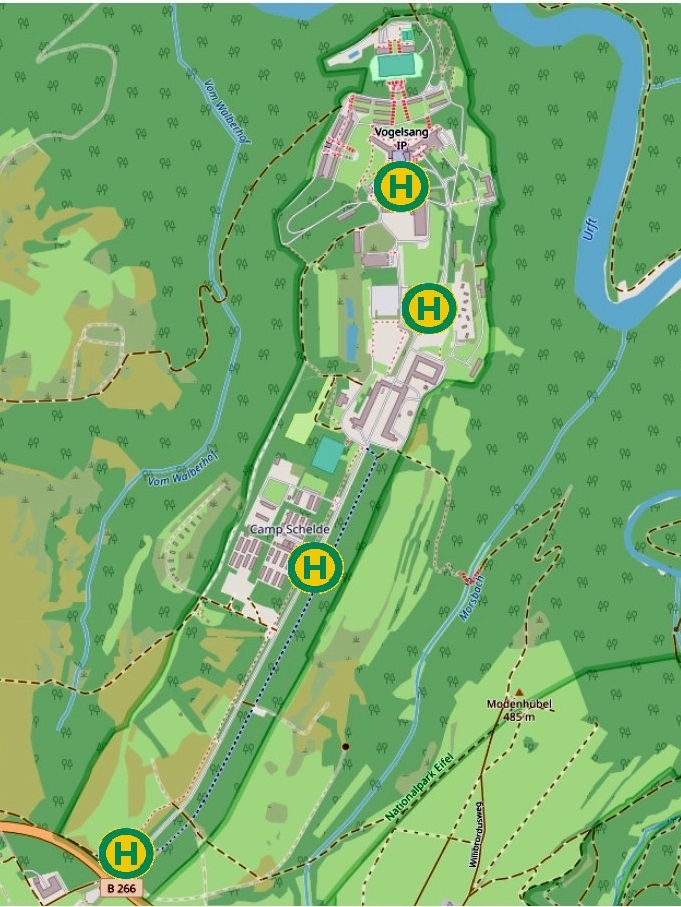
Lageplan mit ÖPNV Haltestellen, Distanz Bundesstraße-Forum = 2,5 km

Die AVV-Linie 63 verbindet Vogelsang mit Simmerath, Aachen (und Gemünd). Fast jede Fahrt der Linie 63 fährt weiter als SB63 in Richtung Aachen. Die VRS-Linie SB82 verbindet Vogelsang mit Gemünd und Kall.
| Linie | Betreiber | Verlauf                                                                                               |
| ----- | --------- | --- |
| 63    | ASEAG     | Simmerath – Kesternich – Rurberg – Einruhr – Vogelsang IP (– Morsbach – Herhahn – Gemünd / Schleiden) |
| SB82  | RVK       | NationalparkShuttle: Kall Bf – Gemünd – Herhahn – Morsbach – Anlage Vogelsang (– Schleiden Busbf)     |